# 屏東縣
屏東縣是中華民國臺灣省的縣，位於臺灣西南部最南端，也是臺灣西部南北最狹長的縣份，北與高雄市為界，東過北大武山與臺東縣為界，地處熱帶地區，富有熱帶風情。屏東縣在產業結構上偏重農、漁業，但近年來亦大力推動觀光產業，牛蒡、紅豆、皮蛋、鹹鴨蛋、紅仁鴨蛋、鳳梨、芒果、蜜棗、蓮霧（黑珍珠）及石斑魚、櫻花蝦、黑鮪魚、可可、洋蔥已成為屏東縣最具代表性的特產。

## 歷史
台灣今日的屏東縣與高雄市，在舊時為排灣族、平埔族群馬卡道族之領土。而排灣族曾於此建立大龜文、瑪家、三地門等強大酋邦，因此部分馬卡道族，甚至後來的漢族閩南人和漢族客家人會向排灣族納貢，此些政權大多於日治時代才瓦解。

### 荷蘭時期
荷蘭人在明朝的壓力下，轉往臺灣發展，並派員勘查臺灣各地港灣，於1625年將小琉球繪製於地圖上，命名為Mattysen。1633年開始動員白人及臺南、高雄、屏東等地原住民協助入侵小琉球後，由於缺乏勞動力，荷蘭人不僅招徠漢人也強行徵用小琉球原住民俘虜供其勞役。到了1636年更因為此前的糧食缺乏問題一直未見改善，開始將小琉球原住民運往巴達維亞（今印尼雅加達），此後小琉球由荷蘭人承包予漢人開墾。雖然漢人開墾成效不彰，使小琉球原住民一度為殖民當局重新考慮留下開發該嶼，但最後仍陸續撤離殘存的原住民。此外，荷治時期的屏東平原上為馬卡道族居住地，形成大小不一的番社，向荷蘭納貢。

### 明鄭時期
在明崇禎17年（1644年），小琉球已出現福建泉州移民。研究表明，1644年晉江李姓、1668年南安蔡姓及晉江王姓、1671年晉江林姓分批入墾現今琉球鄉各地。
鄭成功治理台灣期間，阿猴社一帶是屬於萬年縣管轄，後來又改為隸屬萬年州。當時曾派兵開墾到瑯嶠（今恆春）一帶，並將這些區域分為八個平地社和山地社，這些區域包括了今日的里港鄉、屏東市、萬丹鄉、新園鄉、林邊鄉、乃至車城、恆春一帶，都在今日屏東縣內。鄭成功曾嘗試攻打屏東一帶之原住民但未果。

### 清治時期

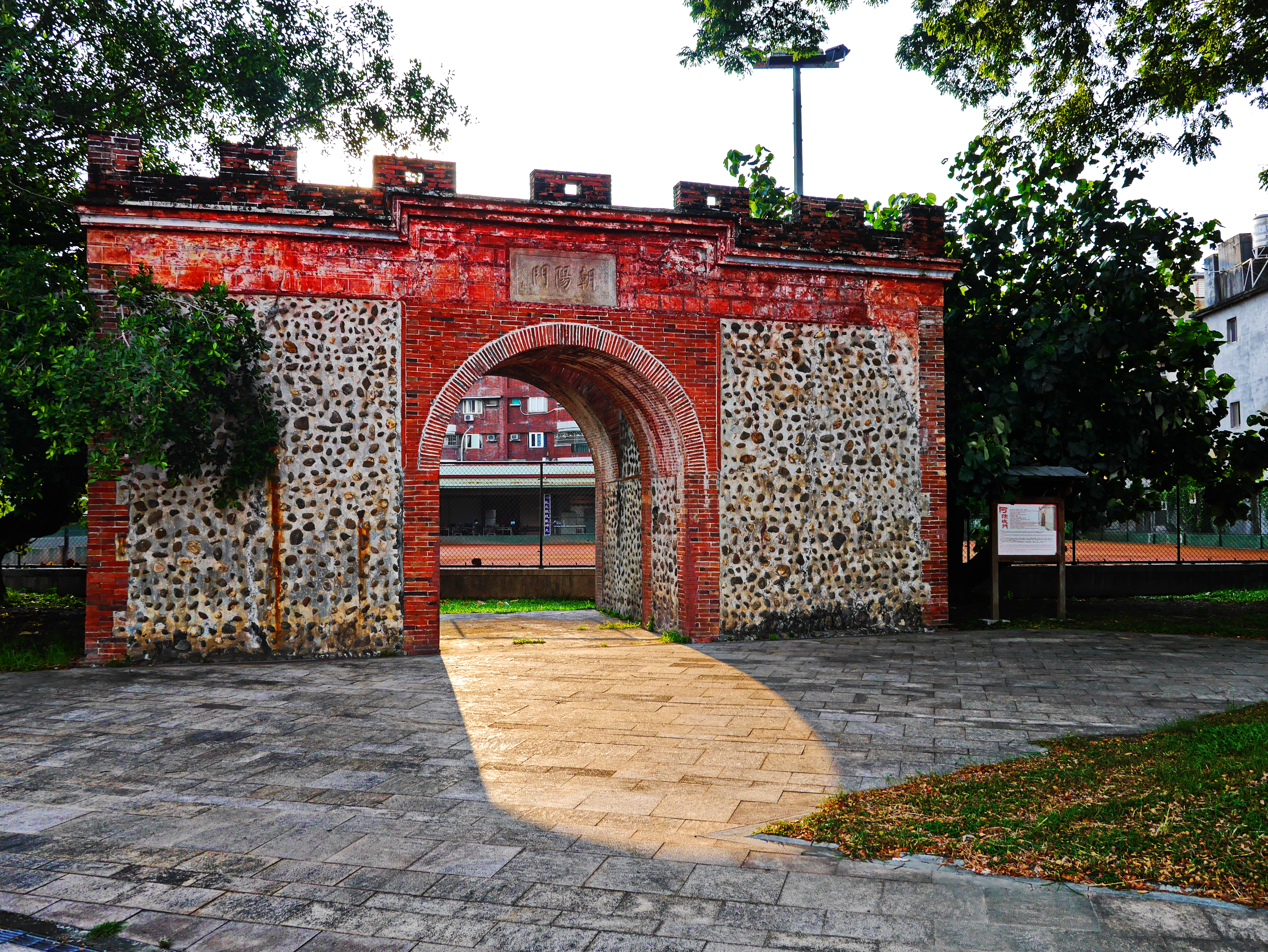
阿猴城門(朝陽門)

清朝時期則改稱為鳳山縣。今日屏東縣地，隔了一條寬廣的高屏溪（時稱下淡水溪），交通相對不方便，且被視為瘴癘之地，因此早日鮮有漢人定居。郁永河在西元1697年來到臺灣，曾寫下「諸羅、鳳山無民，所隸皆土著番人。」。所以早在西元1664年雖然有鄭經大力推行屯田之制，或到清朝康熙統治台灣的中期之間，「下淡水溪」以東（當時分為「港東」「港西」兩里）一帶，大概都是以廣東省嘉應州（即今之梅州市）客家族群來此地移民居多，且以楊、張、鄭、古等四姓人家為前來拓墾的主要家族。客家先民約在康熙三十七年(1698年)沿著東港溪、麟洛河、武洛溪分成北中南三線進行開墾，是今日六堆的前身。在康熙六十年（1721年）年朱一貴之亂時，客家人已在屏東平原上建立十三大莊與六十四小莊。
隨著到今日屏東縣境內的漢人逐漸增加，清代的鳳山縣，也在今日屏東縣境(當時俗稱為下淡水溪以東)，設置「下淡水巡檢分署」於此，等於是鳳山縣的派出單位，但這不是真正的行政區。

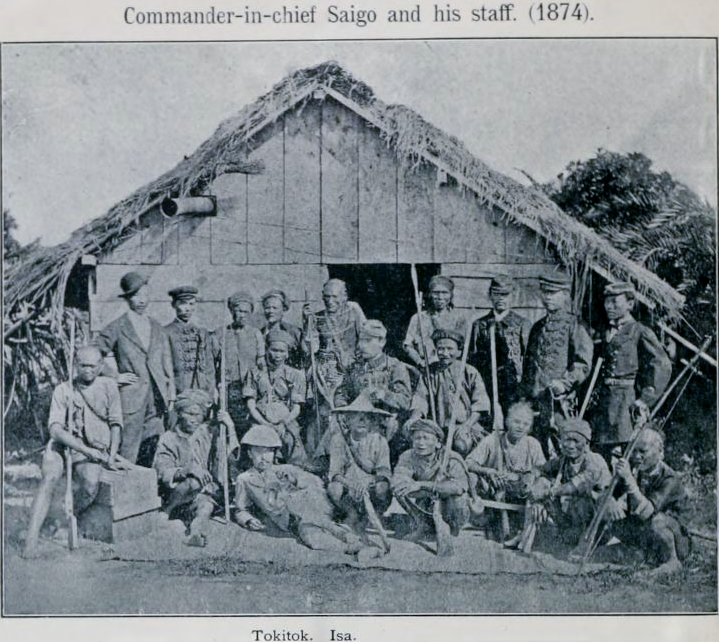
石門戰役後，日軍指揮官西鄉從道與斯卡羅人領袖合影。左坐者為卓杞篤之子朱雷、中坐者為西鄉、右坐者為二股射麻里頭人一色

到了康熙六十年（1721年），同樣也是漳州人的藍鼎元，隨堂兄南澳總兵藍廷珍來台平定朱一貴事變，事後，藍家等百餘宗族、兵員未返，落腳阿里港（現為里港鄉）。台灣開發初期，本縣境內的閩南族群，在屏東市以北地區為漳州人移民為主，屏東市以南地區為泉州人移民為主，而屏東市本身是以泉漳族群混合。約到雍正十二年（1734年）後，屏東平原除了靠近排灣領土的地區之外，大部分皆被漢人佔據，與馬卡道族鳳山八社社民呈現混居狀態。1720年《鳳山縣志》記載：「自淡水溪以南，則漢番雜居，客人尤夥。」
在清朝乾隆二十九年（1764年），今日的屏東市由村落發展為初具規模的市街。到了道光十六年（1836年），官民合力建築阿猴城堡壘，共有東、西、南、北等四個城門，至此，屏東市街建築全部完成。同個時期，由於屯番制、守隘政策的推行，馬卡道族開始往潮州斷層遷移，漸漸形成如今日的分布。
清同治年間，因為琉球國宮古島人被台灣原住民殺害，日本派兵侵犯台灣，是為牡丹社事件，清政府才重視台灣的海防事務，派沈葆楨到瑯嶠設海防，隔年在台灣最南端設立恆春縣，將率芒溪（今春日鄉）以南規劃恆春縣，這個時期等於將屏東分割成二部分，率芒溪以北屬於鳳山縣，以南屬於恆春縣，其上為臺灣府（臺灣設省後改稱臺南府）。
而在屏東縣南邊的恆春半島地區，則是在光緒元年（1875年）才從鳳山縣劃出恆春縣，建恆春縣城。

### 日治時期
今日屏東縣內最大城市屏東市，舊名阿猴，日治初期改阿緱，原本為平埔原住民聚落，日治時期1920年，以屏東書院為名，「阿緱」改名為屏東。
日本領有台灣以後，臺南府改為臺南縣，而府下的恆春、鳳山兩縣改為新的臺南縣下的恆春、鳳山兩支廳。明治二十九年（1896年）這兩個支廳自臺南縣切出為鳳山縣，並廢支廳，縣下改設辨務署，今屏東縣範圍共有阿里港（含高雄美濃）、阿猴、萬丹、內埔、東港、枋寮、恆春等辨務署。明治三十一年（1898年）又廢鳳山縣，這幾個辨務署整併為阿猴（含高雄美濃）、潮州、東港、恆春四個辦務署，並歸臺南縣管轄。明治三十三年（1900年），今高雄美濃自阿猴辨務署改劃給蕃薯寮辨務署，潮州辨務署廢除，轄區分隸阿猴、東港辨務署。明治三十四年（1901年）五月，恆春辨務署自臺南縣劃出，升格為恆春廳，下轄恆春、枋山、蚊蟀三個出張所。同年11月，阿猴、東港二辨務署合併為阿猴廳，下設阿里港、內埔、萬丹、東港、潮州庄、枋藔等六支廳，後廢止內埔、萬丹支廳；同時恆春廳下三出張所改制為支廳（恆春出張所轄區改為廳直轄，不設支廳）。明治三十六年（1903年）阿猴廳改稱阿緱廳。明治四十二年（1909年）阿緱廳併入恆春廳、蕃薯藔廳（今大旗山地區），下轄10個支廳。
大正九年（1920年），阿緱廳與臺南廳的阿公店、鳳山、打狗、楠仔坑四支廳合併為高雄州，今屏東縣境內設屏東（初時含今高雄六龜、桃源、茂林，後改劃旗山郡）、潮州、東港、恆春四郡，昭和八年（1933年）除了四郡以外，將屏東郡管轄之屏東街升格為屏東市。

### 中華民國時期

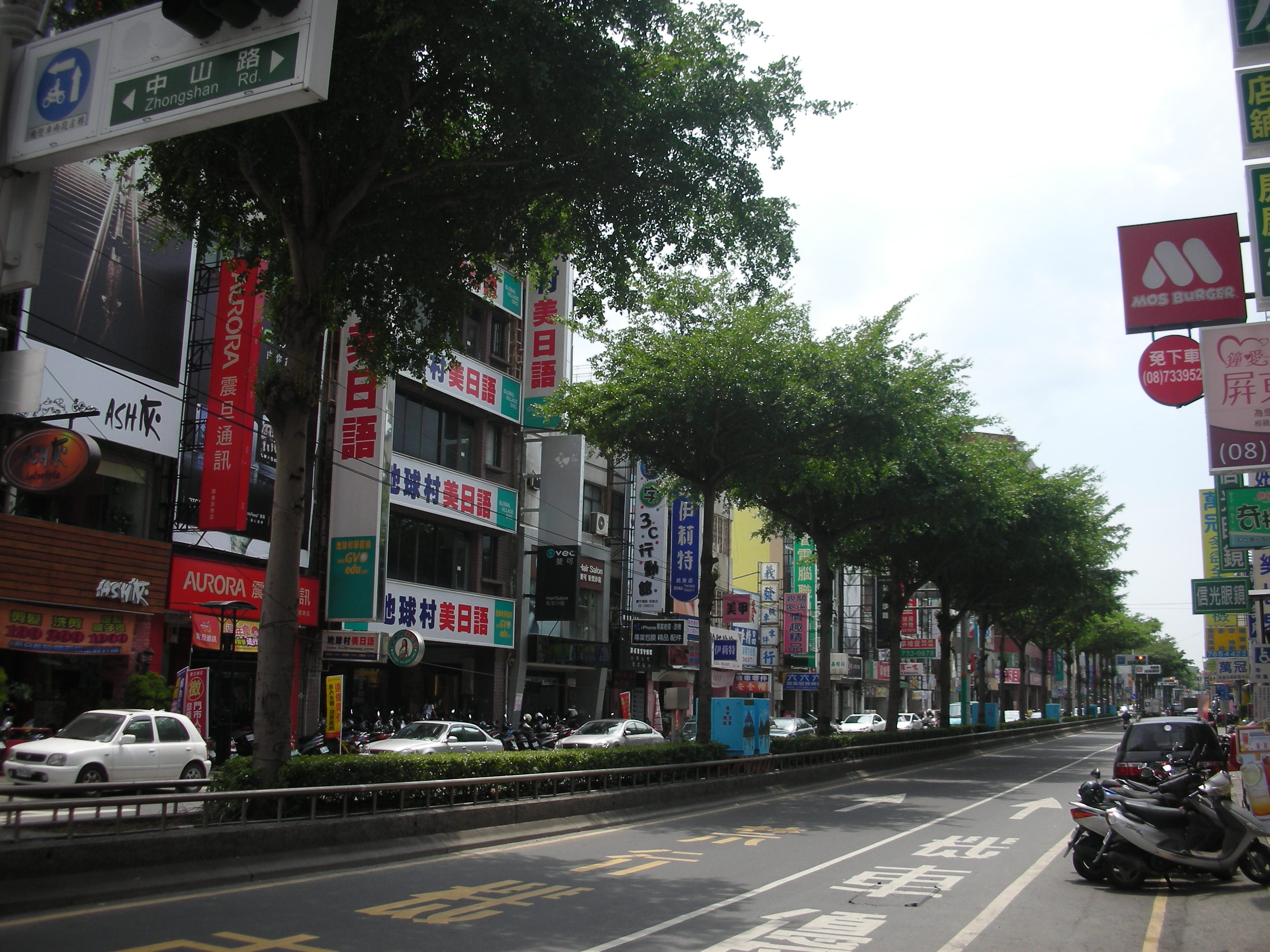
屏東縣治屏東市，圖為民族路一帶街景

民國三十四年（1945年）台灣脫離日本統治，四郡改制為高雄縣下的四縣轄區，而屏東市則改制為省轄市，民國三十五年（1946年），將萬丹鄉、長興鄉、九塊鄉劃入屏東市。1949年3月，高雄縣山地鄉自原縣轄區分離，成立高峰、雄峰二縣轄區管轄。民國三十九年（1950年）調整行政區域，原併入屏東市的3鄉，與高雄縣屏東區的3鄉、潮州區的1鎮6鄉、東港區的1鎮4鄉、恆春區的1鎮2鄉等19個鄉鎮，以及雄峰區的霧台、瑪家、三地鄉，和高峰區全域5鄉，合併新設為屏東縣，並廢除縣轄區，共轄有30個鄉鎮。民國四十年（1951年）將省轄屏東市降為屏東縣轄市，成為屏東縣縣治，並自林邊鄉分出南州鄉。民國四十四年（1955年）自長治鄉分出麟洛鄉。

## 地理

### 位置

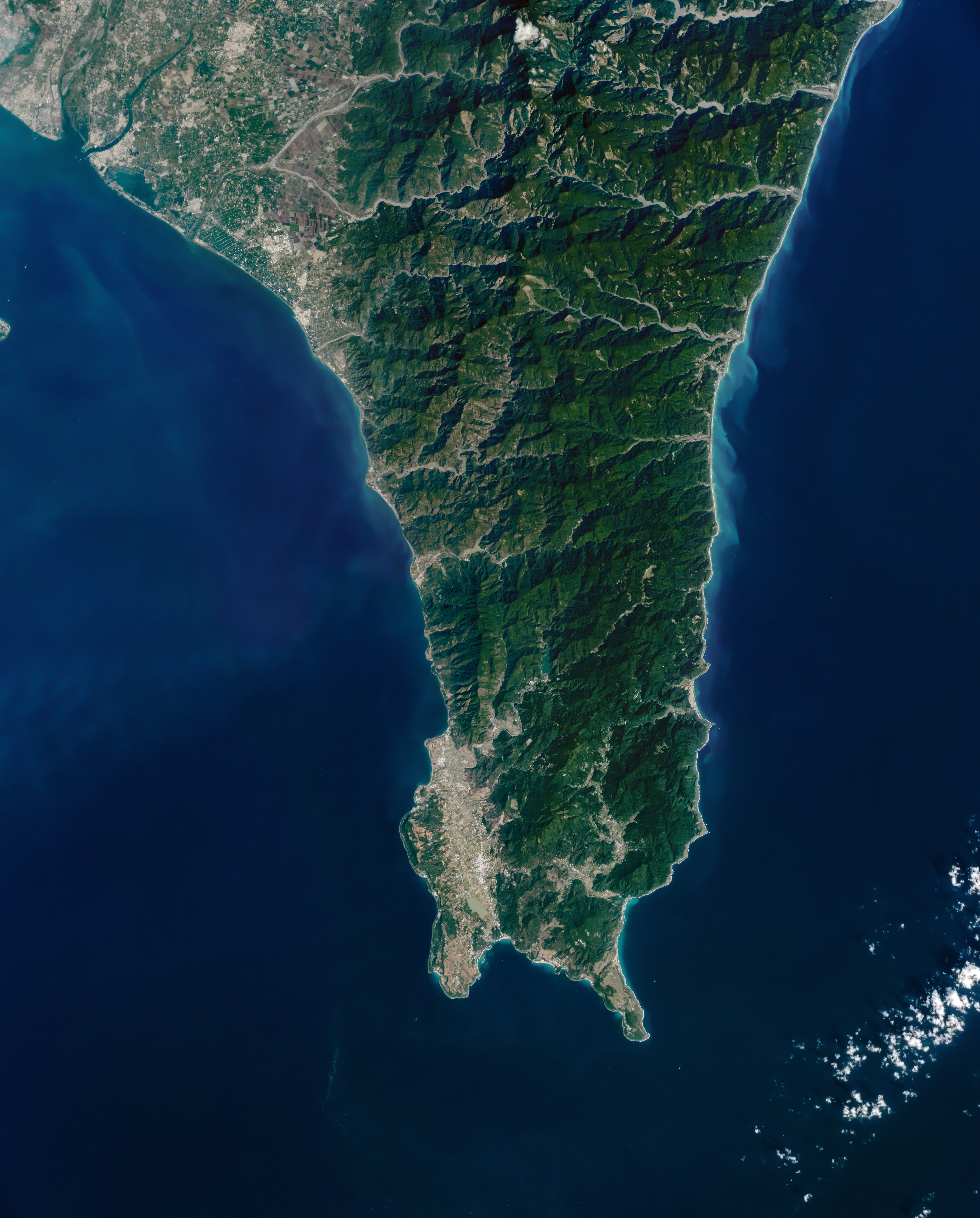
自國際太空站拍攝的屏東平原南部與恆春半島

屏東縣面積大約有二千七百多平方公里，極東為霧臺鄉雄峰山頂，極西為琉球嶼西端，極南為恆春鎮七星岩南端，最北為高樹鄉新豐村大津，而東邊以中央山脈與臺東縣為界，東臨太平洋（菲律賓海），西臨台灣海峽（南海），兩者以鵝鑾鼻南端為界，南臨巴士海峽（呂宋海峽），北接高屏溪上游和高雄為界。
屏東縣的西部為地形較平坦的屏東平原，農漁業發達，是人口集中的菁華區。平原區以東則為地勢較高的丘陵與山地，屬中央山脈南段，其中北大武山海拔逾三千公尺，是山脈南段、也是全縣的最高峰，也是台灣原住民排灣族群的聖山。山區的地勢往南陡降，並延伸到恆春半島。

### 水文

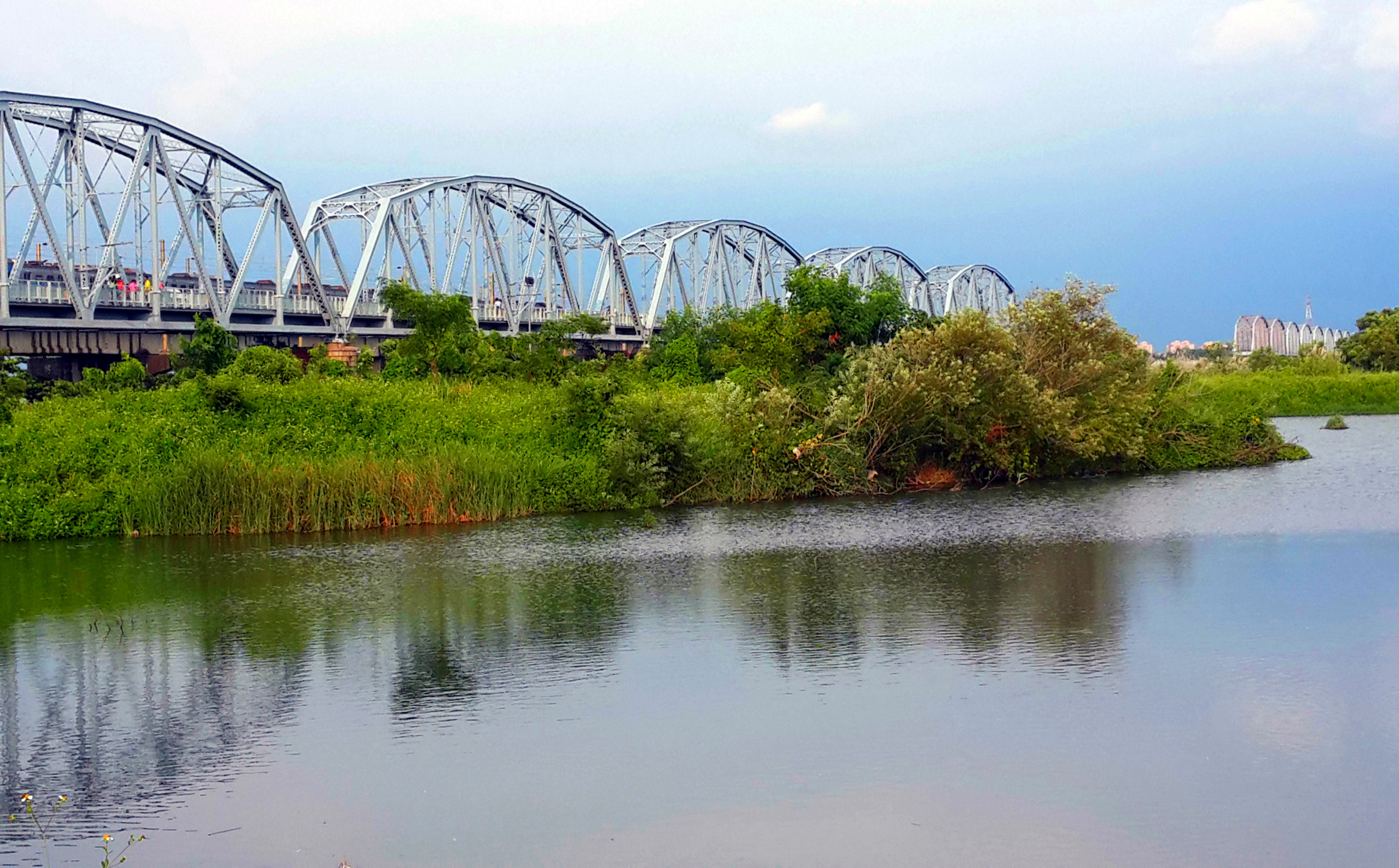
高屏溪舊鐵橋
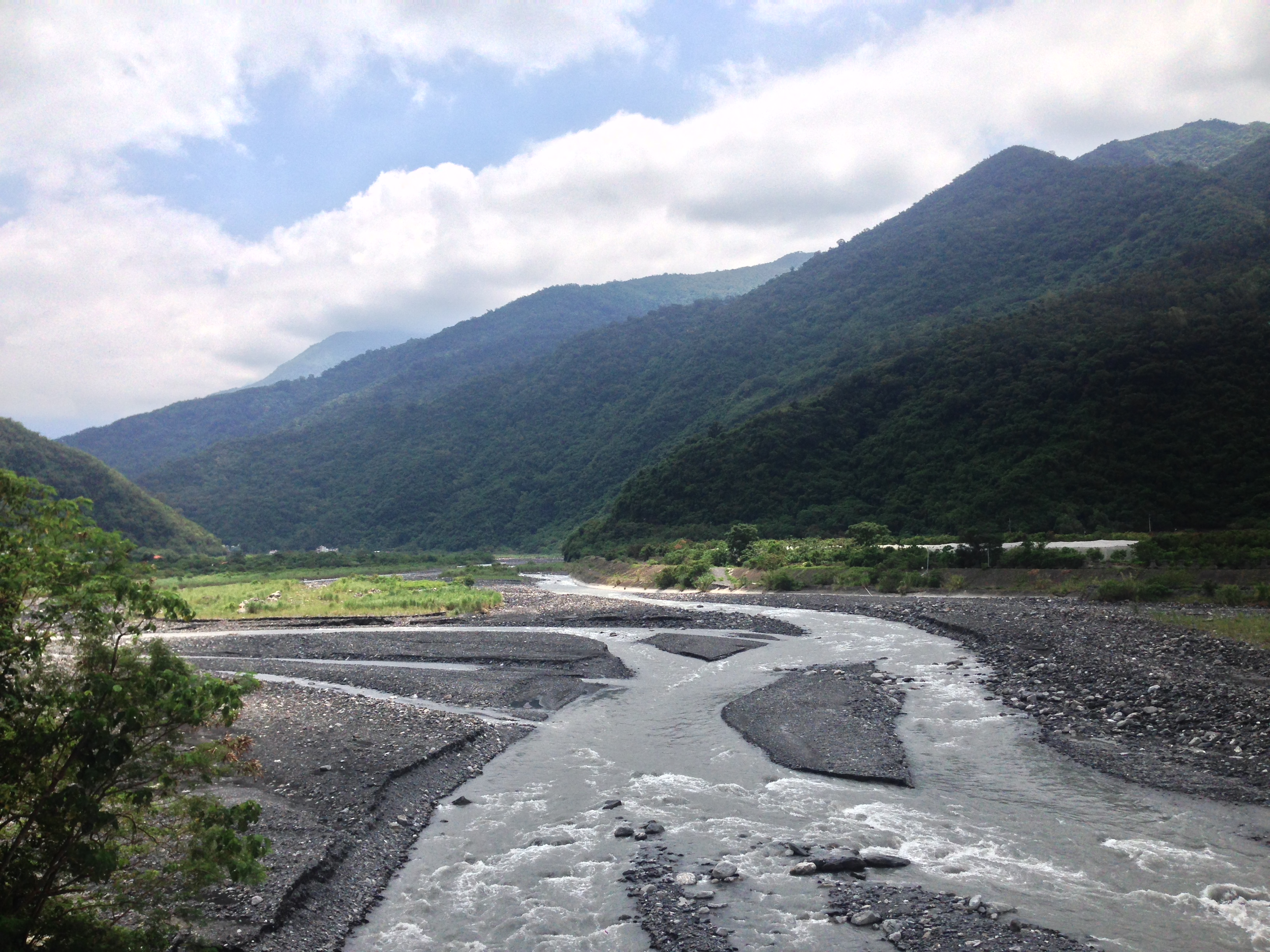
屏東縣來義鄉林邊溪上游
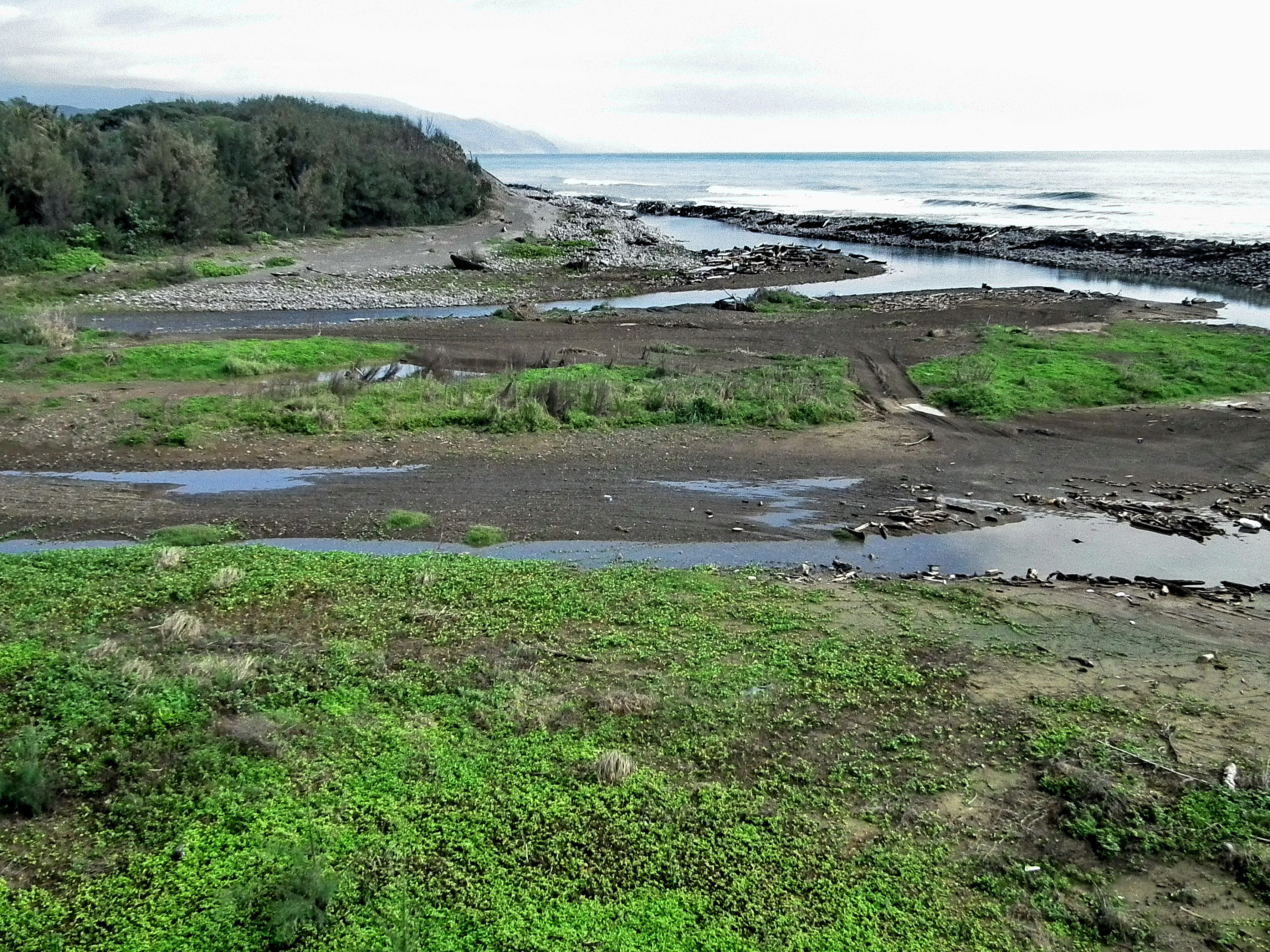
楓港溪口
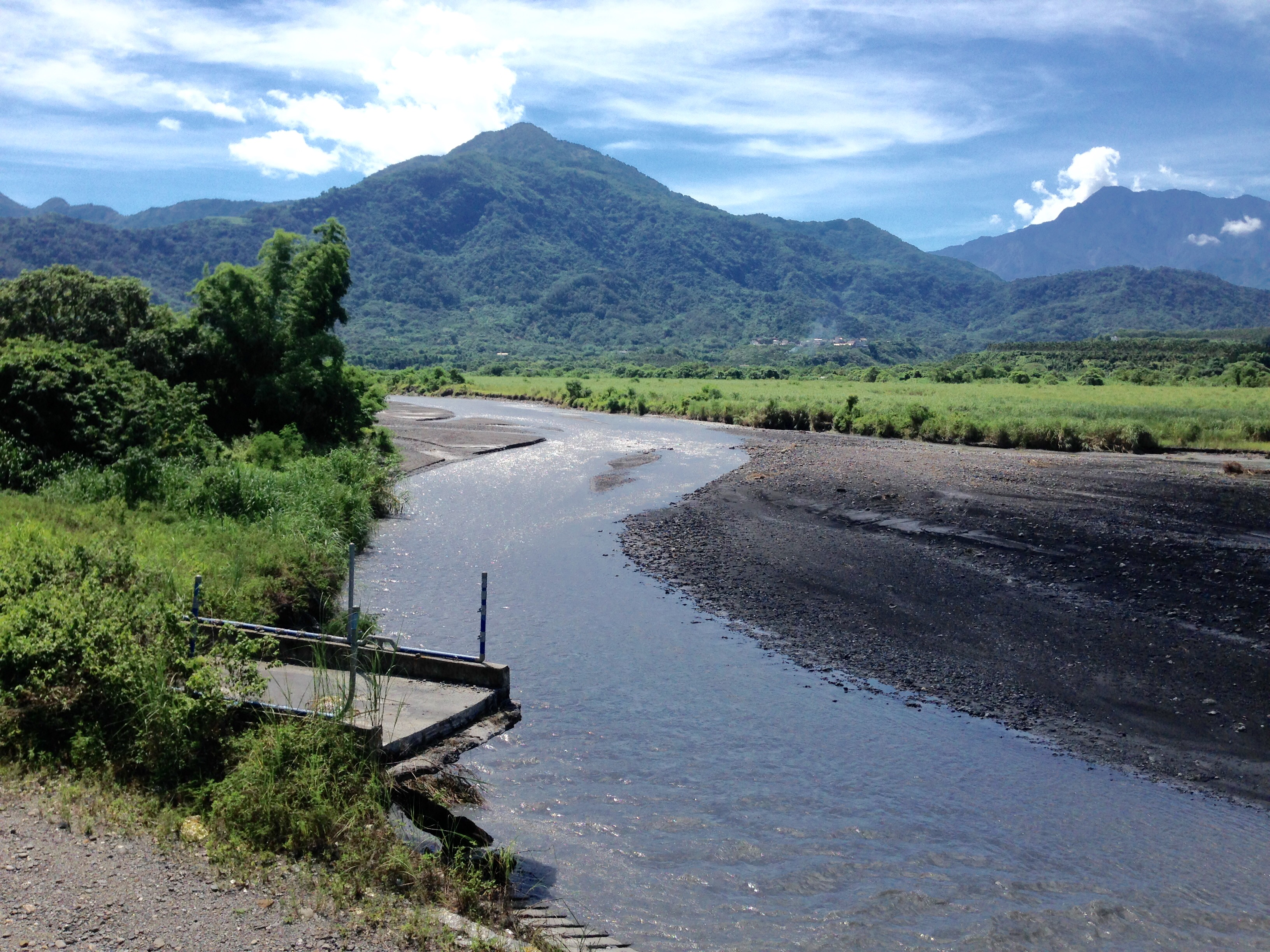
隘寮溪河系的口社溪
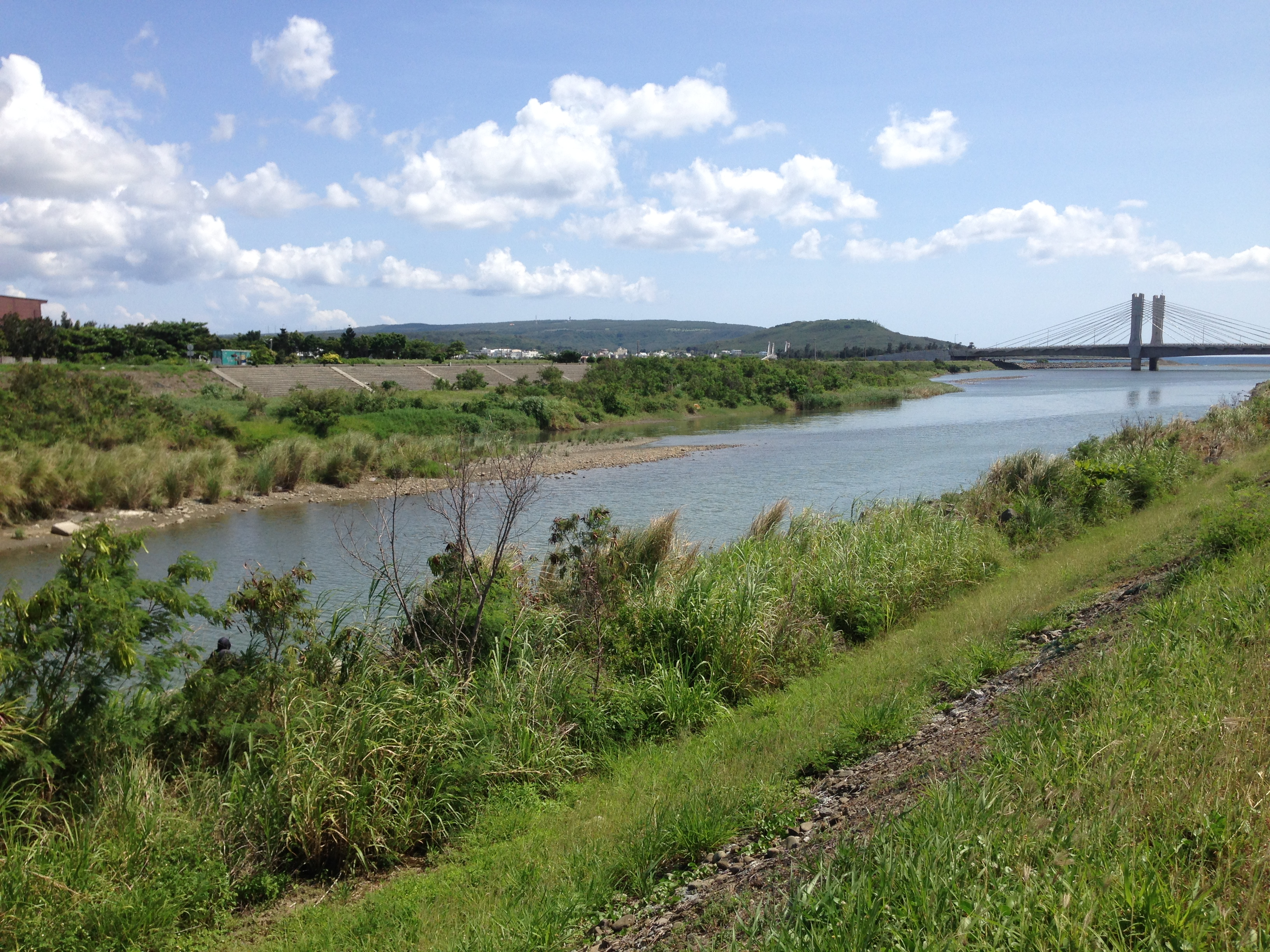
四重溪與福安大橋
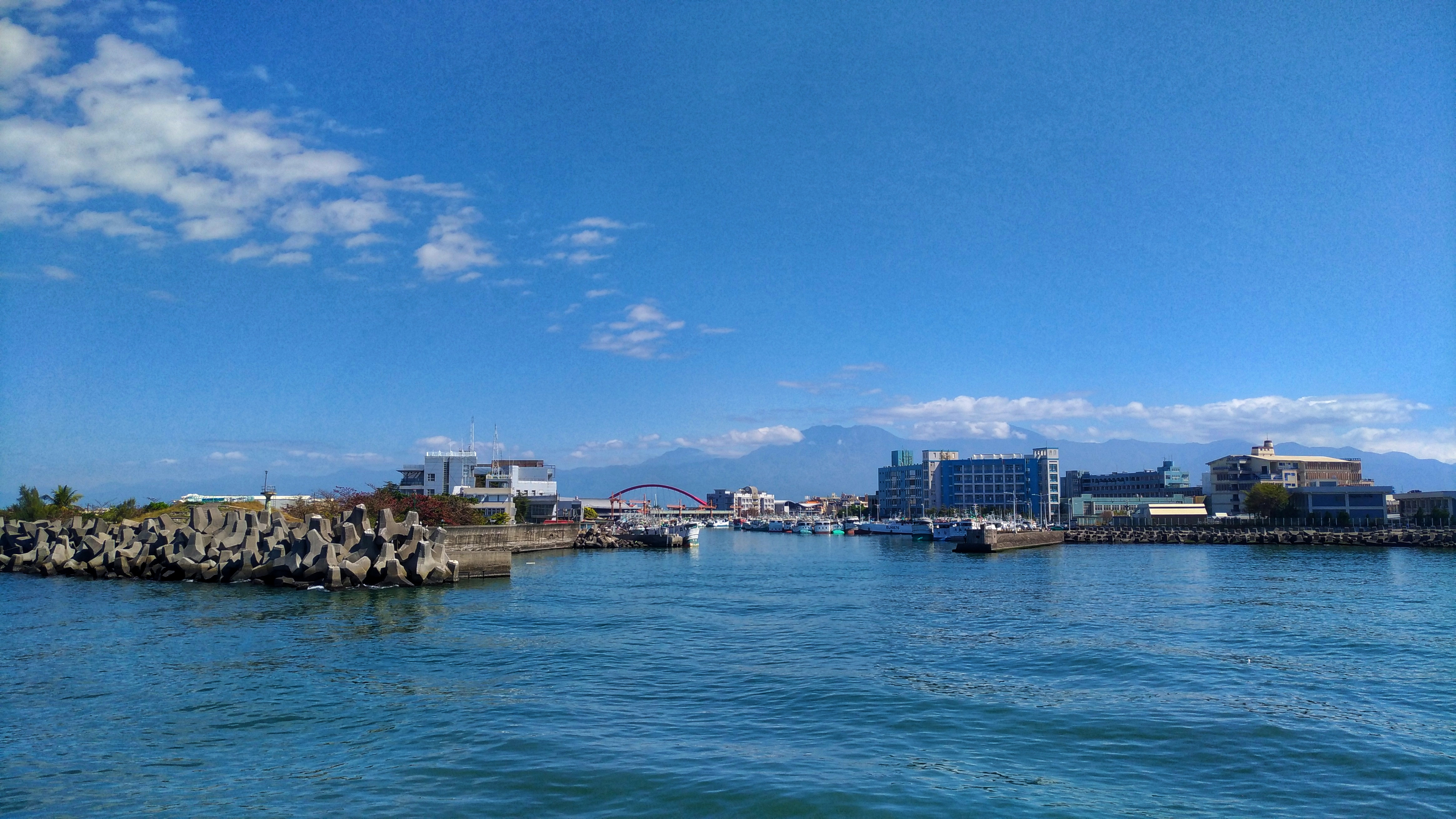
東港溪出海口

- 高屏溪
- 殺蛇溪
- 萬年溪
- 牛稠溪：主要介於屏東至萬丹段，沿高屏溪南下
- 隘寮溪：源於霧台鄉，流經瑪家鄉、三地門鄉，分別為隘寮南溪及隘寮北溪
- 荖濃溪
- 大社溪：流經三地門鄉
- 二重溪：流經里港鄉，為合流後的隘寮溪及荖濃溪
- 牛角彎溪：流經瑪家鄉涼山村
- 武洛溪：源自鹽埔鄉境內隘寮溪沖積扇末端的伏流，向西流入里港鄉境，至武洛轉向南流，沿九如鄉、鹽埔鄉交界，流向屏東市。
- 東港溪
- 麟洛溪
- 林邊溪
- 瓦魯斯溪：來義
- 力里溪
- 率芒溪
- 士文溪
- 力力溪
- 南勢湖溪
- 枋山溪
- 獅子頭溪
- 楓港溪
- 四重溪
- 保力溪
- 網紗溪
- 石牛溪：墾丁
- 港口溪
- 中港溪：滿州
- 港仔溪：滿州
- 鹿寮溪

### 氣候
•屏東平原（屏北地區）氣候數據：
| 枋寮鄉公所        | 枋寮鄉公所  | 枋寮鄉公所  | 枋寮鄉公所  | 枋寮鄉公所  | 枋寮鄉公所  | 枋寮鄉公所  | 枋寮鄉公所  | 枋寮鄉公所  | 枋寮鄉公所  | 枋寮鄉公所  | 枋寮鄉公所  | 枋寮鄉公所  | 枋寮鄉公所  |
| 月份              | 1月         | 2月         | 3月         | 4月         | 5月         | 6月         | 7月         | 8月         | 9月         | 10月        | 11月        | 12月        | 全年        |
| ----------------- | ----------- | ----------- | ----------- | ----------- | ----------- | ----------- | ----------- | ----------- | ----------- | ----------- | ----------- | ----------- | ----------- |
| 平均高温 °C（°F） | 25.3 (77.5) | 26.1 (79.0) | 28.2 (82.8) | 30.4 (86.7) | 32.1 (89.8) | 32.9 (91.2) | 33.5 (92.3) | 33.2 (91.8) | 32.7 (90.9) | 31.3 (88.3) | 29.2 (84.6) | 26.4 (79.5) | 30.1 (86.2) |
| 日均气温 °C（°F） | 20.7 (69.3) | 21.2 (70.2) | 23.4 (74.1) | 25.9 (78.6) | 28.1 (82.6) | 29.0 (84.2) | 29.6 (85.3) | 29.3 (84.7) | 28.8 (83.8) | 27.2 (81.0) | 24.8 (76.6) | 21.8 (71.2) | 25.8 (78.5) |
| 平均低温 °C（°F） | 16.7 (62.1) | 17.3 (63.1) | 19.5 (67.1) | 22.1 (71.8) | 24.5 (76.1) | 25.8 (78.4) | 26.3 (79.3) | 26.0 (78.8) | 25.4 (77.7) | 23.7 (74.7) | 20.4 (68.7) | 18.3 (64.9) | 22.2 (71.9) |
| 来源：中央氣象局  |             |             |             |             |             |             |             |             |             |             |             |             |             |

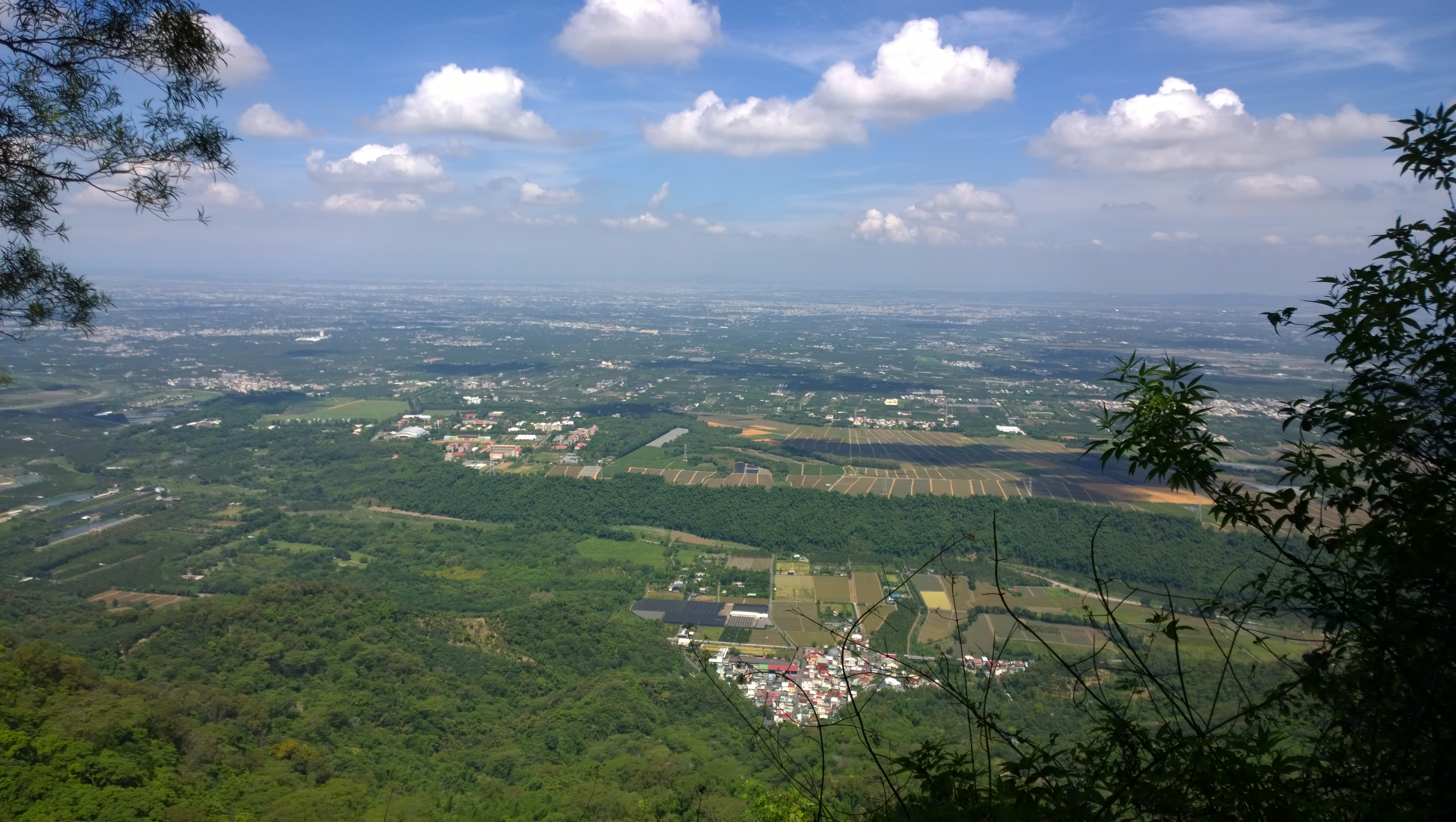
屏東平原

屏東縣全境位於北回歸線以南，除高山地區以外皆屬於熱帶季風氣候。氣溫全年溫差不大，三月底至十一月中氣候炎熱，十二月初至隔年三月中氣候較溫和。
夏季潮濕多雨，尤以泰武鄉附近迎風坡為甚，為全台夏雨量之冠，次為恆春半島西側，平均高溫30-33度，低溫24-26度，冬季較乾燥，平均高溫24-27度，低溫16-19度。冬季寒流南下時影響也較台灣其它地區甚小，平均溫度最多驟降3-4度，天氣晴朗時高溫則可能上升至28-30度。
恆春半島因海風調節，呈現夏季白天高溫不高，冬季夜晚低溫不低的特殊的“四季如春”的氣候。夏季白天高溫約比屏東其他地區低2-3度，冬季夜晚低溫較屏東其他地區高約2-3度。寒流南下時與枋寮以北溫差可達5度以上。
•恆春半島（屏南地區）氣候數據：
| 恆春（平均數據1991～2020年，極端數據1897～2021年更新中） | 恆春（平均數據1991～2020年，極端數據1897～2021年更新中） | 恆春（平均數據1991～2020年，極端數據1897～2021年更新中） | 恆春（平均數據1991～2020年，極端數據1897～2021年更新中） | 恆春（平均數據1991～2020年，極端數據1897～2021年更新中） | 恆春（平均數據1991～2020年，極端數據1897～2021年更新中） | 恆春（平均數據1991～2020年，極端數據1897～2021年更新中） | 恆春（平均數據1991～2020年，極端數據1897～2021年更新中） | 恆春（平均數據1991～2020年，極端數據1897～2021年更新中） | 恆春（平均數據1991～2020年，極端數據1897～2021年更新中） | 恆春（平均數據1991～2020年，極端數據1897～2021年更新中） | 恆春（平均數據1991～2020年，極端數據1897～2021年更新中） | 恆春（平均數據1991～2020年，極端數據1897～2021年更新中） | 恆春（平均數據1991～2020年，極端數據1897～2021年更新中） |
| 月份                                                     | 1月                                                      | 2月                                                      | 3月                                                      | 4月                                                      | 5月                                                      | 6月                                                      | 7月                                                      | 8月                                                      | 9月                                                      | 10月                                                     | 11月                                                     | 12月                                                     | 全年                                                     |
| -------------------------------------------------------- | -------------------------------------------------------- | -------------------------------------------------------- | -------------------------------------------------------- | -------------------------------------------------------- | -------------------------------------------------------- | -------------------------------------------------------- | -------------------------------------------------------- | -------------------------------------------------------- | -------------------------------------------------------- | -------------------------------------------------------- | -------------------------------------------------------- | -------------------------------------------------------- | -------------------------------------------------------- |
| 历史最高温 °C（°F）                                      | 32.2 (90.0)                                              | 32.4 (90.3)                                              | 34.2 (93.6)                                              | 35.8 (96.4)                                              | 37.1 (98.8)                                              | 36.4 (97.5)                                              | 35.6 (96.1)                                              | 35.3 (95.5)                                              | 36 (97)                                                  | 34.1 (93.4)                                              | 33.8 (92.8)                                              | 32.5 (90.5)                                              | 37.1 (98.8)                                              |
| 平均高温 °C（°F）                                        | 24.4 (75.9)                                              | 25.5 (77.9)                                              | 27.3 (81.1)                                              | 29.5 (85.1)                                              | 31.2 (88.2)                                              | 31.8 (89.2)                                              | 32.1 (89.8)                                              | 31.8 (89.2)                                              | 31.3 (88.3)                                              | 29.7 (85.5)                                              | 27.8 (82.0)                                              | 25.1 (77.2)                                              | 29 (84)                                                  |
| 日均气温 °C（°F）                                        | 21.1 (70.0)                                              | 21.7 (71.1)                                              | 23.3 (73.9)                                              | 25.4 (77.7)                                              | 27.3 (81.1)                                              | 28.4 (83.1)                                              | 28.7 (83.7)                                              | 28.3 (82.9)                                              | 27.8 (82.0)                                              | 26.5 (79.7)                                              | 24.7 (76.5)                                              | 22.2 (72.0)                                              | 25.5 (77.9)                                              |
| 平均低温 °C（°F）                                        | 18.6 (65.5)                                              | 19 (66)                                                  | 20.5 (68.9)                                              | 22.6 (72.7)                                              | 24.5 (76.1)                                              | 25.8 (78.4)                                              | 26 (79)                                                  | 25.6 (78.1)                                              | 25.1 (77.2)                                              | 24.1 (75.4)                                              | 22.5 (72.5)                                              | 20 (68)                                                  | 22.9 (73.2)                                              |
| 历史最低温 °C（°F）                                      | 8.4 (47.1)                                               | 9.8 (49.6)                                               | 10.4 (50.7)                                              | 14.7 (58.5)                                              | 17.1 (62.8)                                              | 18.6 (65.5)                                              | 19.4 (66.9)                                              | 19.5 (67.1)                                              | 18.7 (65.7)                                              | 16 (61)                                                  | 12.7 (54.9)                                              | 9.5 (49.1)                                               | 8.4 (47.1)                                               |
| 平均降雨量 mm（）                                        | 21.8 (0.86)                                              | 23.2 (0.91)                                              | 16 (0.6)                                                 | 35.2 (1.39)                                              | 146.6 (5.77)                                             | 350.7 (13.81)                                            | 391.3 (15.41)                                            | 533.4 (21.00)                                            | 320.3 (12.61)                                            | 125.3 (4.93)                                             | 58.3 (2.30)                                              | 29 (1.1)                                                 | 2,051.1 (80.69)                                          |
| 平均降雨天数（≥ 0.1 mm）                                 | 5.1                                                      | 5                                                        | 3.2                                                      | 4.3                                                      | 9.4                                                      | 15                                                       | 15.8                                                     | 17.5                                                     | 13.5                                                     | 8.6                                                      | 4.7                                                      | 4                                                        | 106.1                                                    |
| 平均相對濕度（％）                                       | 70.8                                                     | 72                                                       | 71.8                                                     | 73.4                                                     | 76.1                                                     | 81.1                                                     | 80.5                                                     | 82.2                                                     | 77.7                                                     | 71.4                                                     | 70.5                                                     | 69.2                                                     | 74.7                                                     |
| 月均日照時數                                             | 163.7                                                    | 161.3                                                    | 194.3                                                    | 189.8                                                    | 193.1                                                    | 193.2                                                    | 210.3                                                    | 182.1                                                    | 180.1                                                    | 196.3                                                    | 174.6                                                    | 157.7                                                    | 2,196.5                                                  |
| 来源：                                                   |                                                          |                                                          |                                                          |                                                          |                                                          |                                                          |                                                          |                                                          |                                                          |                                                          |                                                          |                                                          |                                                          |

## 區劃人口

### 行政區劃
民國三十四年（1945年）台灣結束日本統治，屏東市改制為省轄市，民國三十五年（1946年），將萬丹鄉、長興鄉、九塊鄉劃入屏東市，民國三十九年（1950年）調整行政區域，原省轄屏東市7區改為4區3鄉，與高雄縣屏東區的3鄉、潮州區的1鎮6鄉、東港區的1鎮5鄉、恆春區的1鎮2鄉、雄峰區霧臺鄉、三地門鄉、瑪家鄉、高峰區獅子鄉、泰武鄉、來義鄉、春日鄉、牡丹鄉等27個鄉鎮合併為屏東縣，共轄有4區30個鄉鎮。民國四十年（1951年）將東、南、北、中四區裁撤改為縣轄屏東市，並為屏東縣縣治，並自林邊鄉分出南州鄉，民國四十四年（1955年）自長治鄉分出麟洛鄉。全縣轄有1市（屏東市）、3鎮（潮州鎮、東港鎮、恆春鎮）、29鄉（萬丹鄉、長治鄉、麟洛鄉、九如鄉、里港鄉、鹽埔鄉、高樹鄉、萬巒鄉、內埔鄉、竹田鄉、新埤鄉、枋寮鄉、新園鄉、崁頂鄉、林邊鄉、南州鄉、佳冬鄉、琉球鄉、車城鄉、滿州鄉、枋山鄉；山地鄉：三地門鄉、霧臺鄉、瑪家鄉、泰武鄉、來義鄉、春日鄉、獅子鄉、牡丹鄉），共有33個鄉鎮市，縣內山地鄉共計有八個，是臺灣擁有最多山地鄉（或直轄市山地原住民區）的行政區。
| 屏東縣行政區劃 |
| 霧臺鄉 三 地 門 鄉 高樹鄉 里港鄉 鹽埔鄉 九如鄉 屏東市 長治鄉 麟洛鄉 內埔鄉 萬丹鄉 竹 田 鄉 萬巒鄉 潮州鎮 新 園 鄉 崁頂鄉 南州鄉 新埤鄉 東港鎮 琉球鄉 林邊鄉 佳冬鄉 枋 寮 鄉 瑪家鄉 泰武鄉 來義鄉 春日鄉 獅子鄉 枋 山 鄉 車城鄉 牡丹鄉 滿州鄉 恆春鎮 七星岩↓ |

### 人口
根據內政部戶政司與屏東縣政府民政處統計，2024年底屏東縣戶數約有30.4萬戶，人口約有78.9萬人，是臺灣人口第二大縣（僅次於彰化縣）。縣內人口最多與最少的行政區分別是屏東市與霧臺鄉，兩鄉市人口分別為192,657人與3,235人。
屏東縣在1950年設治時，人口計有465,956人。而在1950年至1966年間，有因政府遷臺連帶進駐屏東縣的官兵與一般民眾，以及隨後大陳島撤退的移民與受安置滇緬邊區游擊隊，總計約有9萬人，是此段期間除自然增加外，人口成長的主要因素。到1989年時，屏東縣人口上升至889,552人，相較於1950年成長了約1.9倍，同一時期臺灣人口總數增加約2.06倍，因此相對全臺，屏東縣人口增加速度較緩:21。1997年，屏東縣人口達到913,746人，是戰後人口最高值。此後屏東縣人口轉為逐年負成長，到了2022年8月時，屏東縣的人口減少到799,658人，是1969年以來人口再度少於80萬人。現今屏東縣人口分布仍相當不均，縣內人口主要分布地區，有縣治屏東市，潮州鎮、東港鎮、恆春鎮等日治時期的郡治所在地，以及內埔鄉、萬丹鄉、新園鄉等地，有約四分之一的人口集中在屏東市，約19.3萬人，第二多的行政區則是潮州鎮，計有約5.4萬人，僅為屏東市的四分之一左右。至於人口未滿一萬人的行政區，主要集中在山地鄉等地，其中又以霧臺鄉為人口最少:21，僅有3千2百多人，除了山地鄉之外，縣內其他人口未滿一萬人的鄉鎮尚有南州鄉、新埤鄉、車城鄉、滿州鄉及枋山鄉等地。
在出生嬰兒數方面，屏東縣在1951年的出生人數有25,605人，至1971年時則有20,458人。隨著家庭計畫的實施，每年出生嬰兒數持續下降，在2001年時出生人數已下跌至10,560人。同時，屏東縣的每戶平均人口數也逐漸減少，至2010年為止，該縣平均每戶僅有3.4人，主流家庭已從三代同堂轉為兩代家庭，且一家四口的家庭型態已非普遍現象:135。除了家戶人口數逐步下降之外，屏東縣的單人戶、夫婦戶、無婚或無子女的戶數增加，且其15歲以上人口婚姻狀況，喪偶及離婚比例通常高於臺灣平均，其中尤以女性的喪偶比例高出臺灣平均較多:136。
屏東縣和臺灣其他地區相同，面臨人口老化與少子化的問題。屏東縣的老年人口佔比在1991年時即達7.4%，符合聯合國定義的高齡化社會標準。2006年底時屏東縣總人口數893,544人，其中65歲以上人口佔比升至11.8%，高於臺灣平均的10%。縣內多為非原民鄉鎮先有人口老化的問題，爾後山地鄉地區則逐漸進入人口老化的後塵:157。2012年12月，屏東縣的0至14歲人口及65歲以上人口分別是111,947人及112,453人，是該縣首次幼年人口數少於老年人口數的月份。2015年1月，屏東縣的老年人口佔比達到14%，進入高齡社會。7月，幼年人口數跌破10萬人。2023年11月，該縣65歲以上人口達159,510人，約佔全縣總人口數的20.05%，達到了超高齡社會的標準。12月，屏東縣的老年人口數已是幼年人口數的兩倍。2024年底時，屏東縣總人口中，僅有10.05%是幼年人口，68.97%是青壯年人口，20.97%是老年人口，老化指數約為208.61%。

### 族群

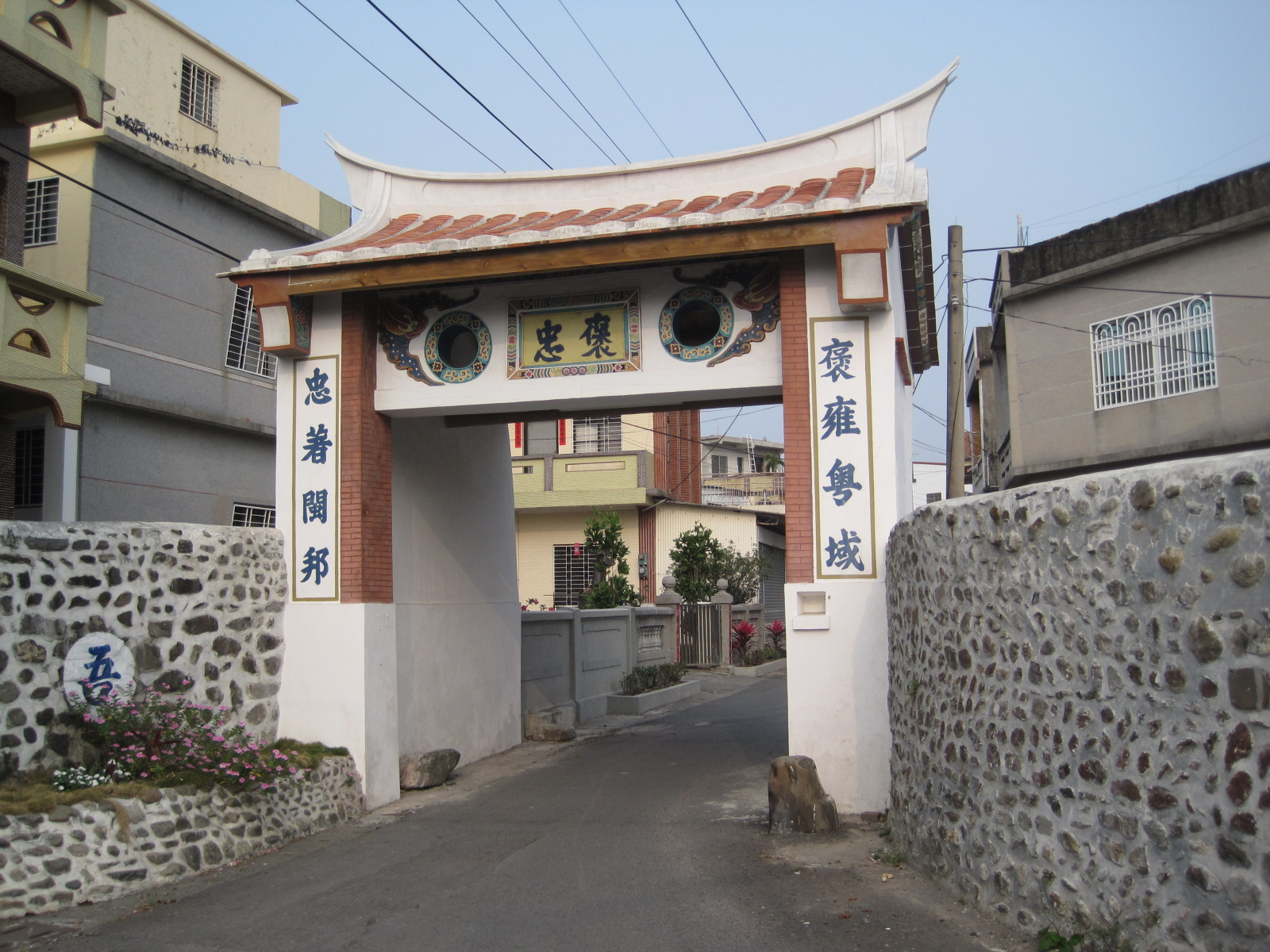
茄冬西隘門

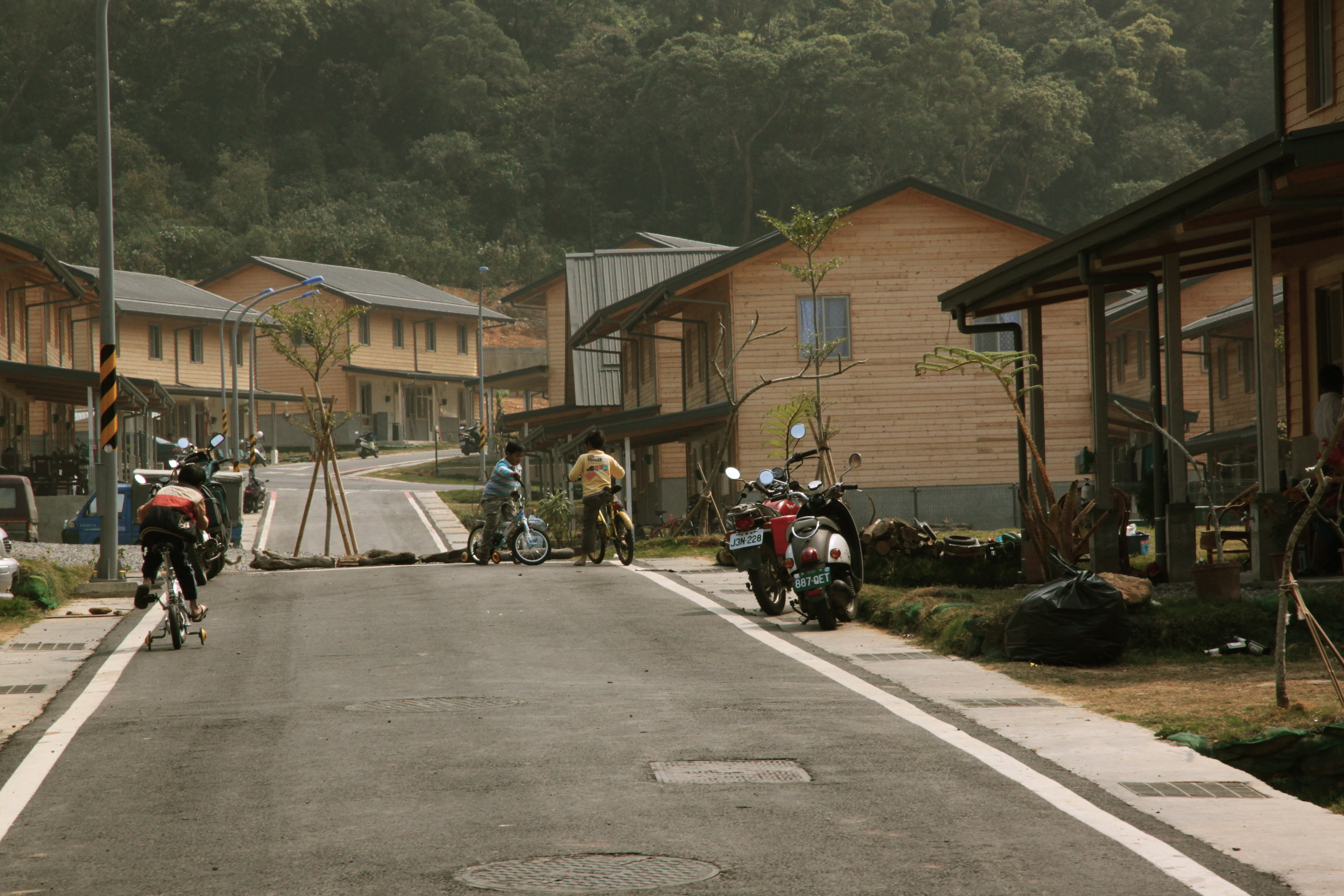
新新好茶村

屏東縣境內以漢族為多，其中以閩南人為主，客家人比例達23%，而外省人的比例占8.4%。在閩南族群中也有泉州和漳州以外的臺灣潮州人，恆春半島及一些地方如高樹鄉也有福佬客的存在。廣東移民內部的結構與桃竹苗地區不同，嘉應州移民在本區將近90%數量，而桃竹苗有相當比例之惠、潮移民。
原住民族在本縣則占有7.4%，主要是排灣族和魯凱族，截至2020年7月，前後者分別占6.03%和0.75%，另外位於恆春半島有少數阿美族，是為恆春阿美。屏東縣為臺灣原住民人口比例第三高的縣，僅次於臺東縣及花蓮縣。此外，縣內尚有待中央政府修法認定的平埔原住民，主要為馬卡道族，截至2017年9月25日止，有1803人登記，其餘平埔族群人數205人，約占全縣0.24%。據推估，馬卡道族的潛在人數可能多達數萬人。
本縣各族群分布集中，例如原住民族多在三地門鄉、瑪家鄉等八個鄉鎮，客家族群主要分布在六堆地區，馬卡道族則分布於沿山公路西側加蚋埔、老埤、萬金、赤山等部落，因此呈現多元族群的文化風貌。由於境內有台灣最古老的教堂萬金聖母聖殿，所以也常見到外國人士。
清代械鬥仍頻，惟屏東平原未聞漳泉械鬥。可能與客家人為強勢族群有所關係。陳盛韶（1775-1861）在《問俗錄》記載：「鳳山、淡南粵人眾，閩人寡。」客家人的集中與組織促使漳泉人合作。

## 政治

### 縣政組織
屏東縣政府是屏東縣的最高行政機關，在中華民國政府架構中為縣自治的行政機關，同時負責執行中央機關委辦事項，屏東縣的自治監督機關為行政院各部會（主要為內政部）。縣長由全體縣民直接選舉產生，任期為四年，連選可連任一次。屏東縣政府並置縣政會議，為縣政最高決策機構，在縣長及副縣長之下，設有20個內部單位、5個所屬一級機關、22個所屬二級機關、334所各級學校。
屏東縣縣長是屏東縣政府之行政首長，負責綜理縣政，並指揮、監督所屬職員及機構，現任縣長為民主進步黨籍的周春米。
屏東縣議會是屏東縣的最高民意機關，代表全體縣民立法和監察縣府之施政。縣議員由公民直選選出，任期為四年，可連選連任。屏東縣議會共有53位縣議員，分別為第一選區12席縣議員、第二選區8席縣議員、第三選區10席縣議員、第四選區8席縣議員、第五選區4席縣議員、第六選區3席縣議員、第七至十六選區各1席縣議員，其中第八至十六選區為原住民選區。議長、副議長由53位縣議員互選產生。

### 選民結構與政治勢力
屏東縣位於臺灣本島最南端，產業結構偏重於農漁業。該縣是泛綠的優勢選區，就選民結構而言，泛綠領先泛藍十幾個百分點左右。就地域而言，綠營在大多數平原地區及客家地區的票源皆穩定，藍營票源在屏東市、琉球鄉及山區原住民部落等地的票源較為集中。
屏東縣早年政治生態相當複雜，地方派系及黑道勢力皆為盛行，張、林兩派都與當時一黨獨大的中國國民黨維持密切關係。而在1977年五項公職選舉中，時任省議員邱連輝欲藉由國民黨提名以參選屏東縣縣長選舉。然是次國民黨提名同屬客家籍的賴志榮參選，邱連輝因此並無被國民黨提名，而與黨外人士合作自行參選，最後當選該屆縣長，當時六堆客家人也因不滿邱連輝遭國民黨打壓，隨之開始綠化:402。1980年代，黨外勢力及泛綠陣營迅速崛起，邱、蘇兩派先後入主縣府，使其足以與泛藍陣營分庭抗禮。而在1990年代以後，隨著民主政治發展和泛綠勢力不斷擴大，派系與黑道在屏東縣的影響力已逐年下降。
1950年臺灣省實施地方自治；1951年3月25日，屏東縣舉行第一屆縣長投票，首任民選縣長為張山鐘:650－651。自此，屏東縣共計舉行了19屆縣長選舉。經2022年屏東縣縣長選舉後，由民主進步黨籍的周春米當選第19屆縣長。
屏東縣立法委員共分為兩個選舉區，分別為屏東縣第一選舉區（里港鄉、高樹鄉、三地門鄉、霧台鄉、瑪家鄉、九如鄉、鹽埔鄉、長治鄉、屏東市、麟洛鄉、內埔鄉）與屏東縣第二選舉區（萬丹鄉、泰武鄉、竹田鄉、萬巒鄉、潮州鎮、新園鄉、崁頂鄉、南州鄉、新埤鄉、來義鄉、東港鎮、林邊鄉、佳冬鄉、枋寮鄉、春日鄉、枋山鄉、獅子鄉、牡丹鄉、車城鄉、滿州鄉、恆春鎮、琉球鄉），經2024年中華民國立法委員選舉後，屏東縣第十一屆立法委員第一選舉區由民主進步黨籍的鍾佳濱當選；第二選舉區由民主進步黨籍的徐富癸當選。

### 司法暨檢察機關
臺灣屏東地方法院是屏東縣的司法機關，屬於普通法院，當地居民之民、刑訴訟和審理由該機關辦理，其上訴法院為臺灣高等法院高雄分院。臺灣屏東地方檢察署是屏東縣的檢察機關，為當地檢察官執行檢察事務之執行機關。

## 經濟產業
屏東縣現有商業登記家數25,901家，其中以商業最多，公共行政、社會服務及個人服務業次之；工廠登記家數現有962家，其中以食品製造業228家最多，其次為金屬製品製造業，運輸工具製造修配業，以及非金屬礦物製品製造業；農家人口296.552人，占總人口32.67%（大約占屏東縣三成人口）。目前面臨的問題是薪資所得為全臺灣最落後的縣市，平均所得只有28,074元。

### 一級產業
農業

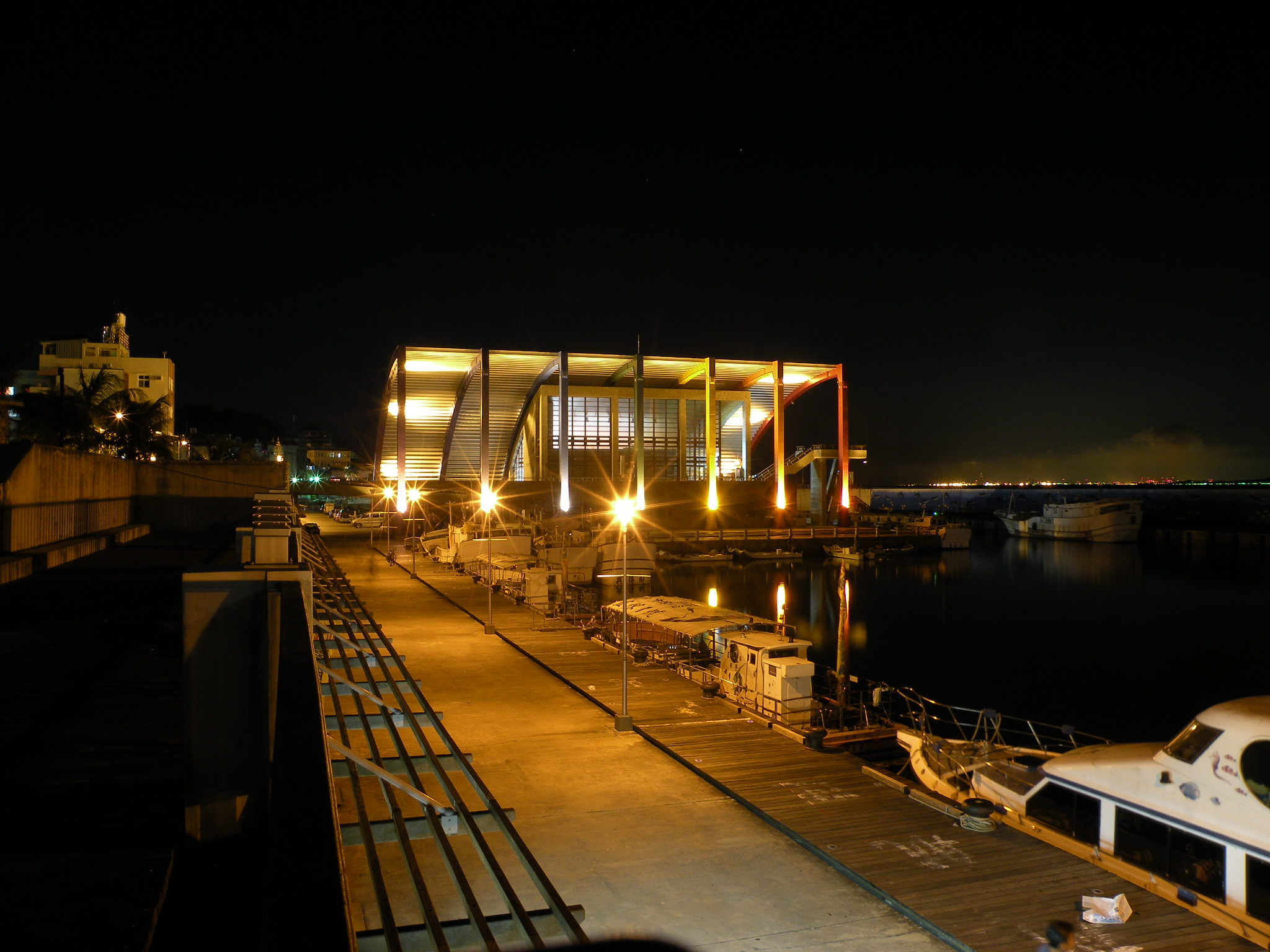
琉球鄉小琉球白沙漁港

屏東縣農家戶數63,289戶，占總戶數25.42%；農家人口數296,552人占總人口數32.67%。耕地面積76,685公頃。農產品原以米、原料甘蔗、大豆、紅豆、甘薯、香蕉為大宗，近年以檳榔、原料甘蔗、蓮霧、芒果、稻米為主。畜牧業以養豬戶為大宗。
漁業
屏東縣漁業從業人員33,289人，其中以養殖漁業最多；漁船數1,668艘，其中以鮪延繩釣最多；漁業產量58,910公噸，以養殖漁業產量最多。屏東縣共有25個漁港，其中規模最大的是東港鹽埔漁港，此外，還有後壁湖漁港、興海漁港、山海漁港、旭海漁港、中山漁港、琉球漁港、水利村漁港、枋寮漁港、海口漁港、小琉球漁港、天福漁港、塭豐漁港、楓港漁港、射寮漁港、後灣漁港、萬里桐漁港、紅柴坑漁港、潭仔漁港、香蕉灣漁港、鼻頭漁港、南仁漁港、大福漁港、杉福漁港、漁福漁港。
林業
屏東縣造林面積455公頃，數量98萬餘株，其中相思林217公頃，木麻黃林23公頃，砍伐面積128公頃，砍伐立木材積5,654立方公尺。

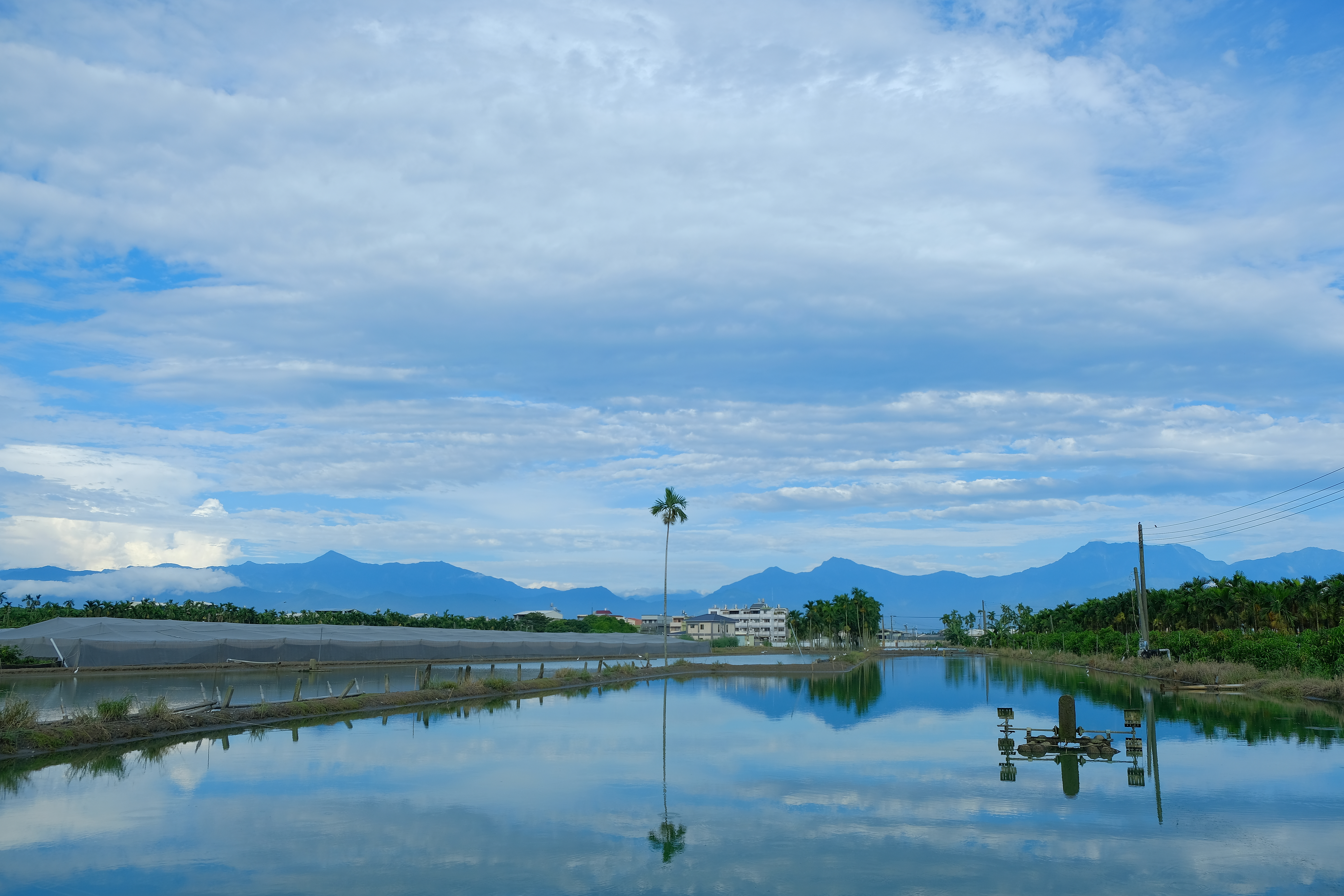
屏東平原風光

### 二級產業
屏東縣工廠登記家數962家，其中以食品製造業228家最多，其次為金屬製品製造業，運輸工具製造修配業，以及非金屬礦物製品製造業，共有三大工業區及一處農業生物技術園區：
屏南工業區
因應屏東縣之工業發展需要及加強地方資源之有效利用，提供興辦工業人優良之投資環境，促進區域均衡發展，經濟部工業局於民國68年在屏東縣佳冬鄉及枋寮鄉，開發屏南工業區，占地總面積278公頃，係一綜合性工業區。
內埔工業區
為因應經濟的高度發展、解決南部地區興辦工業人設廠用地的問題與繁榮地方經濟，政府自民國69年開始開發至民國73年4月完成。
屏東加工出口區
經濟部加工出口區管理處民國89年於台灣南部屏東縣屏東市西南方設置，近屏東縣與高雄市交界處，全區佔地 123.04公頃。
屏東農業生物技術園區
中華民國農業部為發展農業科技，營造農業科技產業群聚，促進農業產業之轉型，依「農業科技園區設置管理條例」設置。園區第一期開發計畫「海豐基地」座落於屏東縣長治鄉，西鄰屏東市仁義里、九如鄉玉泉村，土地面積約233公頃，位於台27省道以東、南二高與屏26鄉道間，預定於93年2月開始接受廠商進駐園區破土開工建廠；第二期「太源基地」土地面積約100公頃，預定於93年度開始規劃。

### 三級產業
商業
屏東縣商業登記家數25,901家，其中以商業最多，公共行政、社會服務及個人服務業次之。
金融業
屏東縣內金融機構計149家，均為工商企業融資機構，並兼辦各種存款、匯兌業務；其中公營銀行19家，農會信用部12家，漁會信用部3家，地區中小企業銀行18家，其他私立銀行78家。
郵電業
屏東縣縣內郵電機構754所，其中自辦67所，委辦687所，電信機構15所，市內電話用戶數346,912戶，每百人用戶數38.15。

### 文化資產

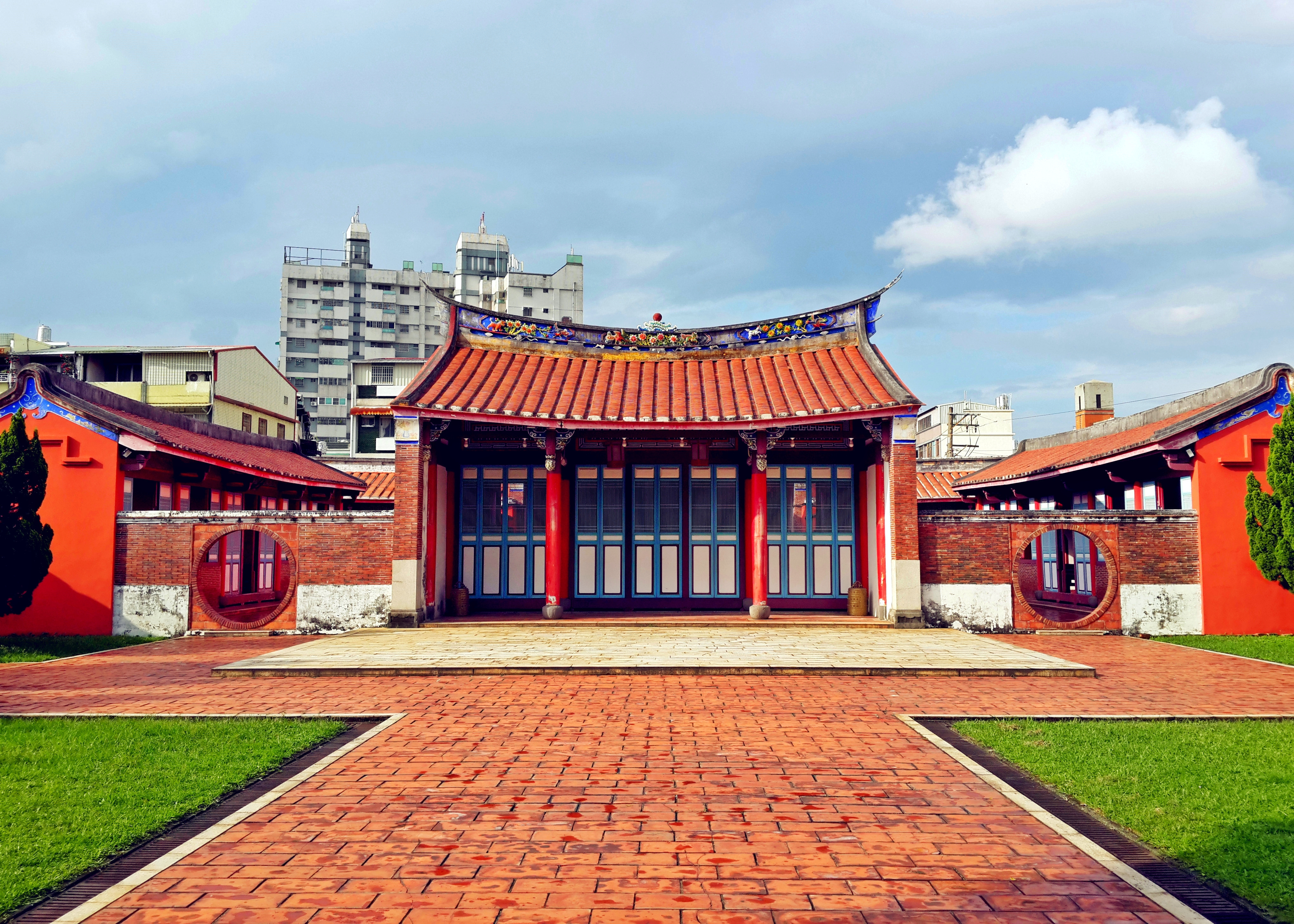
屏東書院

## 文化

### 文學
在文學史及其相關論述方面，截至2020年7月20日為止，還沒有一本「屏東文學史」、「屏東文學發展」之類的專書出版。比較相關的專書有：文訊雜誌社所出版的「高屏澎地區文學會議」論文集、林欣慧與吳中杰合著的《屏東地區馬卡道族語言與音樂研究》。其次，屏東地區的古典詩歌、縣市文學獎、日治時期新文學作家等議題，已有人從事研究。博碩士論文有王俊勝《清代台灣鳳山縣詩歌研究》、邱春美《六堆客家古典文學研究》、張宏誠《台灣解嚴後縣市文學獎研究(1987～2010)》等；期刊論文有莊永清《日治時期高屏地區新文學作家簡介》、文訊雜誌社所出版的「高屏澎地區文學會議」論文集、江海《屏東文學發展現況淺析—從屏東縣文學泰斗陳冠學說起》等論文。
在民間文學方面，有陳枝烈等人採訪、編輯而成的《排灣族神話故事》、戴錦花編採而成的《排灣族傳統歌謠精華》；盧正君編採《魯凱族歌謠採擷》、陳美玲編著《魯凱之歌》（有聲書）；康啟明編註的《台灣三字經：漢文讀本》、賴慶智等人著的《客謠新調》、江海主編的《念念屏東集作品集》等書。
縣內屏東市於2008年3月成立阿緱文學會。文學活動方面，屏東縣政府舉辦「大武山文學獎」徵文活動，每隔幾年也會舉辦「青少年大武山文學獎」徵文活動。屏東縣政府文化局介壽圖書館亦有縣籍文學家資料庫，收藏了鍾理和、陳冠學、曾貴海等人的作品。

## 教育

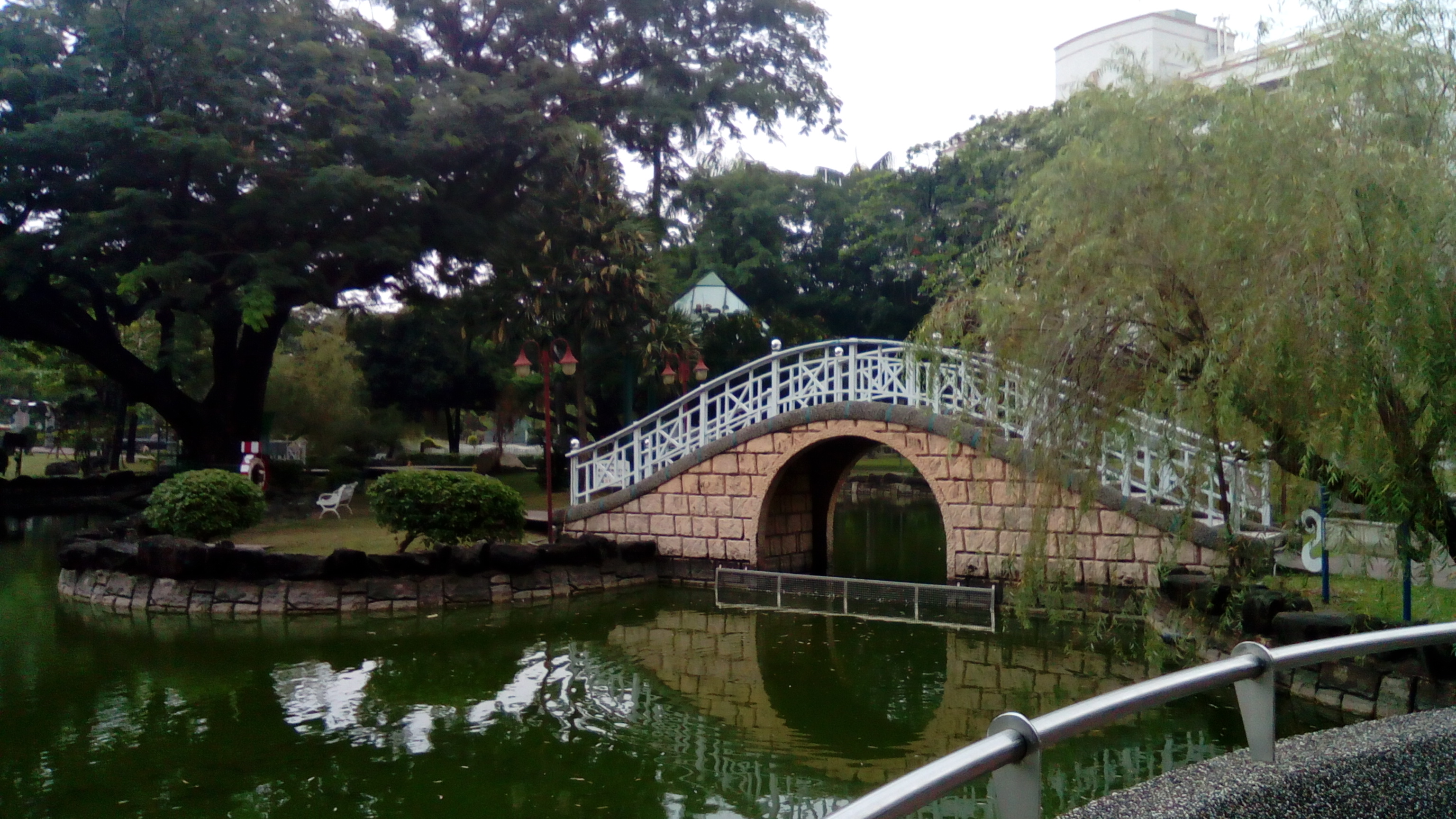
國立屏東大學校園內的湖心橋

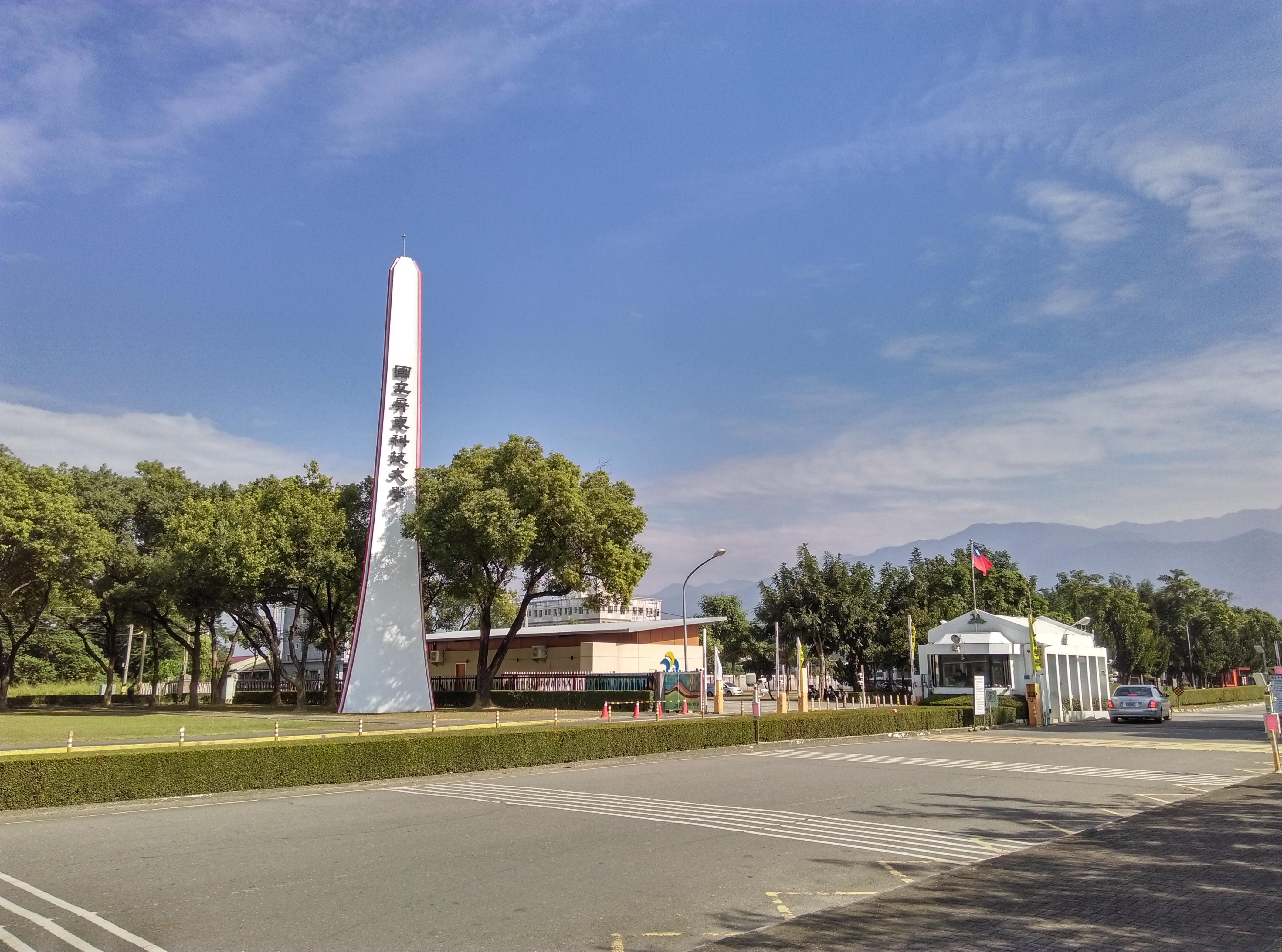
國立屏東科技大學

屏東縣擁有6所大專院校，分別為2所大學，國立屏東大學及國立東華大學海洋科學學院；3所科技大學，國立屏東科技大學、私立大仁科技大學、私立美和科技大學；1所專科學校，慈惠醫護管理專科學校。除慈惠醫護管理專科學校只授予副學士學位以外，其它5所大學或學院授予學士學位、碩士學位或博士學位不等。
- 屏東縣擁有64所中等學校，高級中等學校擁有21所，公立部分有：國立屏東高級中學、國立屏東女子高級中學、國立屏北高級中學、國立潮州高級中學、國立屏東高級工業職業學校、國立東港高級海事水產職業學校、國立恆春高級工商職業學校、國立內埔高級農工職業學校、國立佳冬高級農業職業學校、屏東縣立東港高級中學、屏東縣立來義高級中學、屏東縣立大同高級中學、和屏東縣立枋寮高級中學、國立屏科實驗高級中等學校等，國民中學有43所，國民小學計171所。

其中，屏東縣正面臨少子化以及人口外移的慘況，2024年縣府決議停辦屏東市凌雲國小、內埔鄉僑智國小、高樹鄉舊寮國小三所國民小學；此外，2024年國中教育會考免試入學招生屏東縣報考人數不到總招生額的一半，有些縣內高中職甚至只招收到個位數學生，且只有屏科實中以及屏東女中兩校滿招，其他縣內高中職均沒招滿學生。

## 醫療
- 屏東榮民總醫院
- 衛生福利部屏東醫院
- 衛生福利部恆春旅遊醫院
- 屏基醫療財團法人屏東基督教醫院
- 安泰醫療社團法人安泰醫院
- 寶建醫療社團法人寶建醫院
- 國仁醫院
- 恆基醫療財團法人恆春基督教醫院
- 屏東民眾醫院
- 安和醫療社團法人安和醫院
- 輔英科技大學附設醫院
- 國軍高雄總醫院屏東分院
- 枋寮醫療社團法人枋寮醫院
- 南門醫療社團法人南門醫院

## 宗教

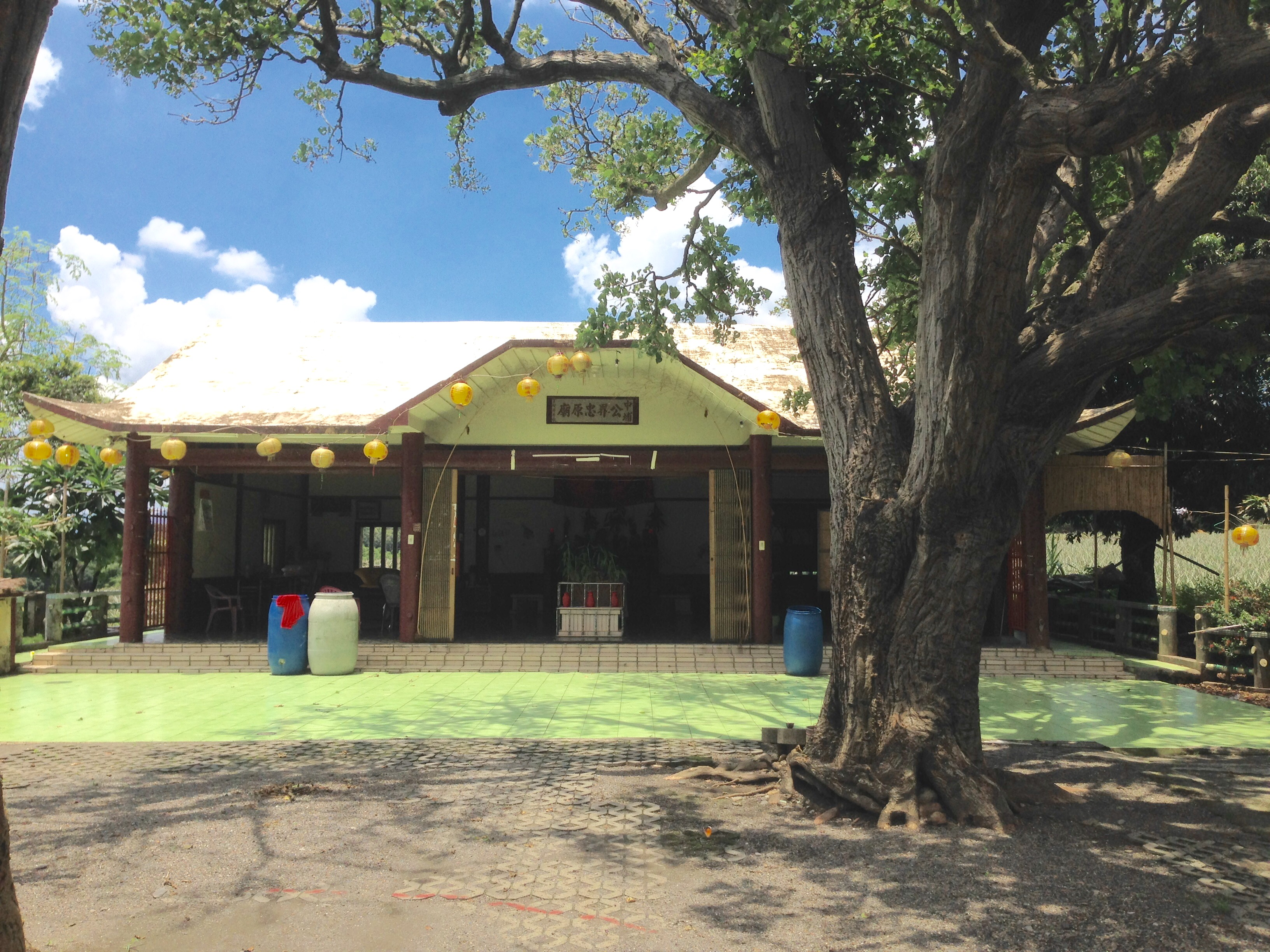
馬卡道族加蚋埔公廨

屏東縣有寺廟及教堂共1341間，寺廟數量僅次於高雄市與臺南市，為全臺灣第三，屏東縣佛教寺院有160間，道教的廟宇有928間，天主教教堂65間、基督新教教堂187間、還有1間理教的廟宇。知名的大型廟宇諸如東港東隆宮、北勢寮保安宮、慈鳳宮等。
其中萬金聖母聖殿是位於萬巒鄉萬金村的天主教教堂，又稱萬金天主堂，也是台灣兩座宗座聖殿之一，其歷史可追溯至1861年，為台灣現存最古老的教堂建築。
另外，屏東縣內還有數個原住民平埔族群所擁有的傳統文化信仰中心的公廨，如加蚋埔公廨，每年會進行傳統的平埔夜祭文化。

## 體育

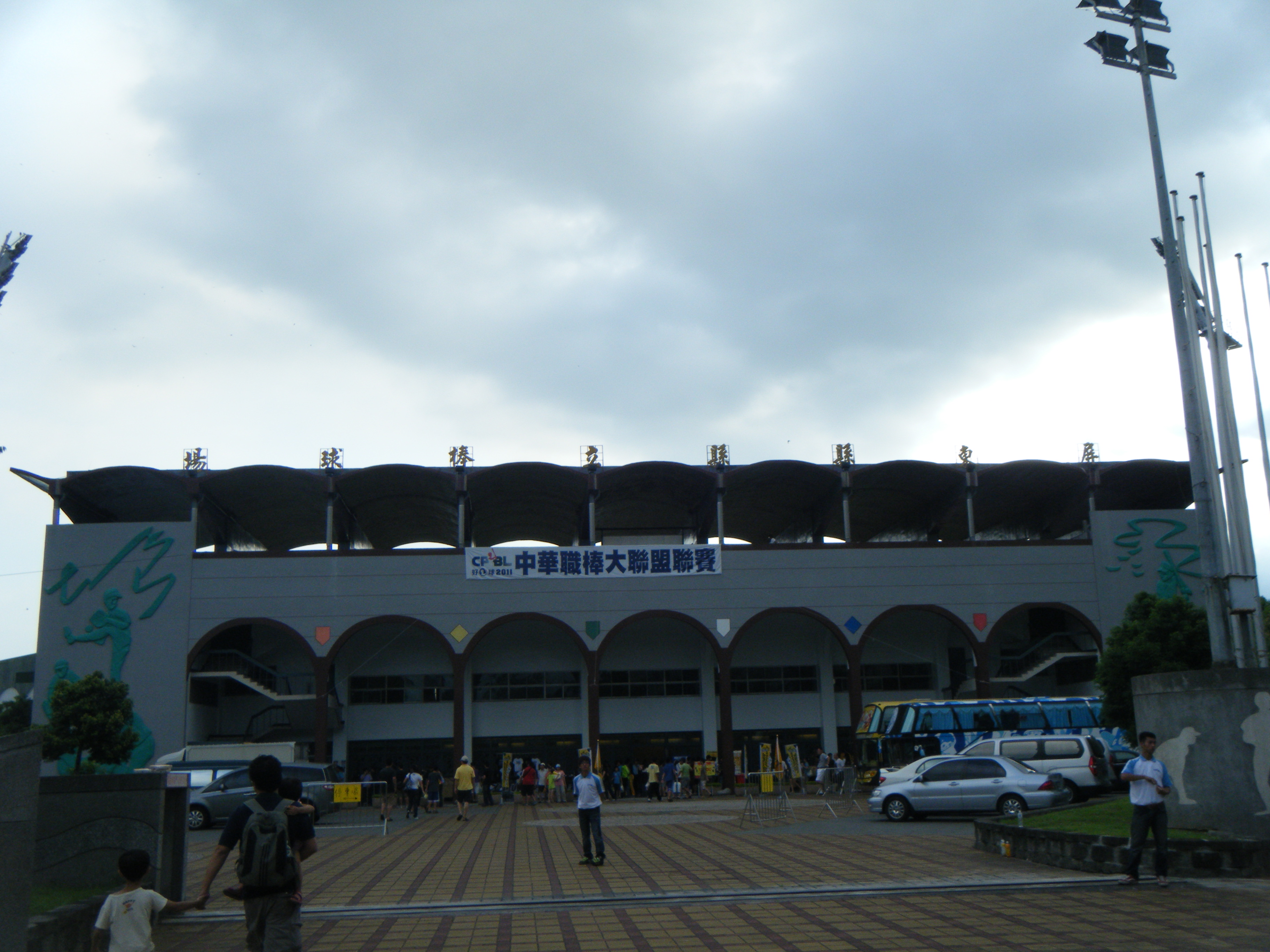
屏東縣立棒球場

屏東縣的主要體育設施有屏東縣立體育館可容納人數6,000人，屏東縣立棒球場可容納人數10,000人。運動公園有五座，分別為賽嘉運動公園、麟洛運動公園、潮州運動公園、南州運動公園及林邊運動公園。
- 2006年中華民國全民運動會，屏東縣積分是128分，在全國25個縣市參賽隊伍中參排名第12名。
- 2007年中華民國全國運動會，屏東縣獲得16面金牌、10面銀牌及18面銅牌，在全國25個縣市參賽隊伍中排名第8名。
- 2011年中華民國全國運動會，屏東縣獲得11面金牌、13面銀牌及16面銅牌，在全國22個縣市參賽隊伍中排名第9名，在獎牌總數則是93面，全國排名第8名。

屏東縣體育風氣鼎盛，多所學校設有校隊，以籃球、棒球為主流。例如屏東高中籃球隊過去有「南霸天」之稱，美和中學青棒隊更是培育出彭政閔、張泰山、潘武雄、潘威倫等知名棒球國手。近年來，屏東縣也成為競速溜冰選手的發跡之處，潮州鎮的國際標準直排輪比賽場地已於2020年10月動工。

## 交通

### 鐵路

#### 臺灣鐵路
屏東線在縣境內共設有14個車站，其中屏東、潮州屬於一等站；枋寮為屏東線的終點站暨南迴線的起點站。
南迴線是屏東縣通往臺東縣的鐵道，起點為枋寮車站，終點為臺東車站，在縣境內共設有6座車站，其中包含枋野三等站（不載客）、中央號誌站。
東港線為一條廢止路線，自鎮安車站分歧。於1991年停止客運業務後，仍留有軍事運輸功能，直到2002年正式廢止。

#### 台灣高鐵

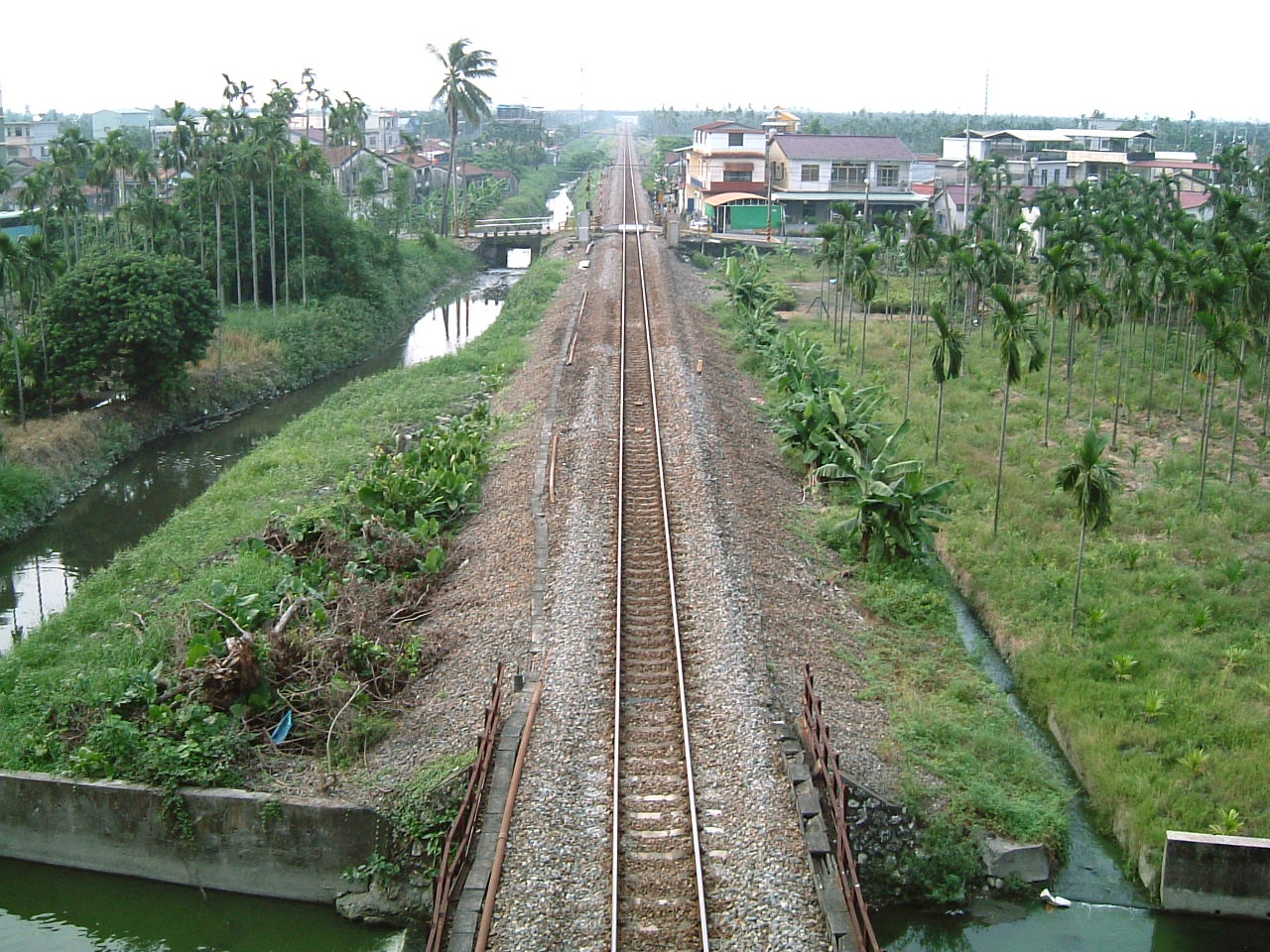
2009年尚未鐵路高架化的臺鐵屏東線鐵路（西勢-竹田間）

台灣高鐵現行的最南站是位在高雄市的高鐵左營站，南邊的屏東縣沒有高鐵車站，故縣民搭乘高鐵多至高鐵左營站搭乘。高鐵延伸屏東議題即為是否要將高鐵延伸到屏東縣。為此，許多支持者組成爭取高鐵到屏東聯盟，爭取將高鐵延伸至屏東。
2019年9月，行政院院長蘇貞昌正式宣布高鐵延伸屏東，並選在屏東市六塊厝設站，與台鐵六塊厝車站共站，且將盡全力協助高雄捷運紅線延伸屏東東港鎮和潮州鎮。

### 公路
國道
- 國道三號：福爾摩沙高速公路
  - 九如交流道
  - 屏東交流道
  - 長治交流道
  - 麟洛交流道
  - 竹田系統交流道（連接台88線）
  - 崁頂交流道
  - 南州交流道
  - 林邊交流道
  - 大鵬灣端

- 國道十號：高雄支線
  - 里港交流道

省道快速公路
- 台88線：東西向快速公路高雄潮州線
  - 萬丹交流道
  - 竹田系統交流道
  - 竹田端

省道
- 台1線：縱貫公路
- 台3線：內山公路
- 台9線：南迴公路（包括南迴改）
  - 台9戊線：舊南迴公路
- 台17線：西部濱海公路
- 台22線：旗楠公路
- 台24線：霧台公路
- 台26線：南部濱海公路
- 台27線：新發公路

市道、縣道
- 市道181號
- 縣道185號：沿山公路
  - 縣道185甲線
- 縣道187號
  - 縣道187甲線
  - 縣道187乙線
  - 縣道187丙線
- 市道188號
- 縣道189號
  - 縣道189甲線
- 縣道199號
  - 縣道199甲線
- 縣道200號
  - 縣道200甲線

鄉道

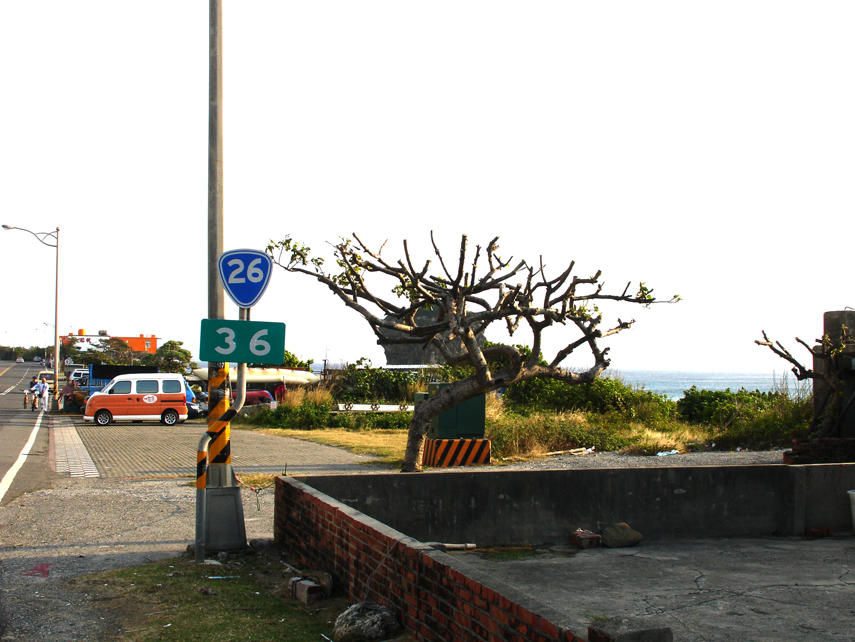
台26線船帆石路段
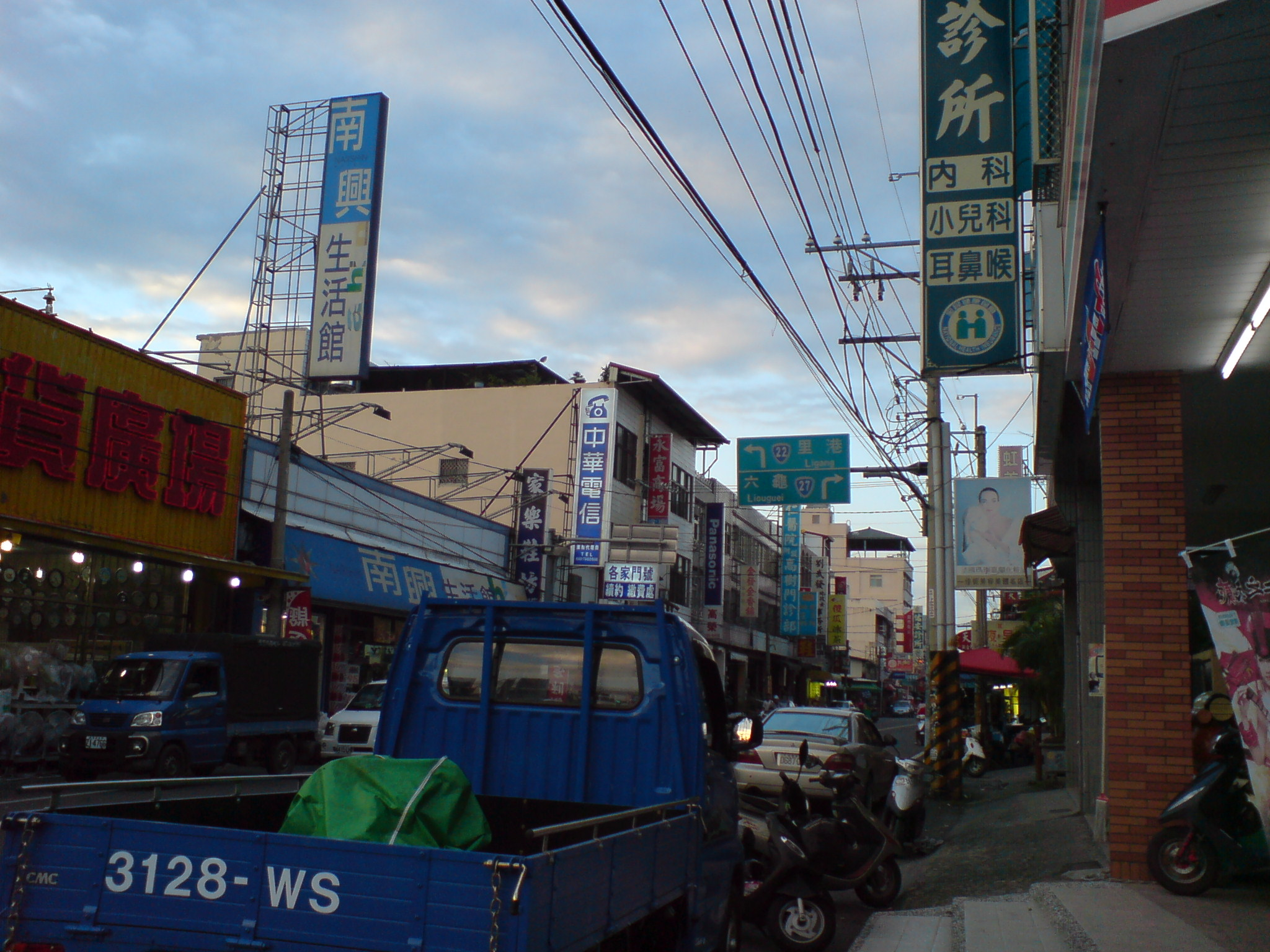
台27線行經高樹鄉市區
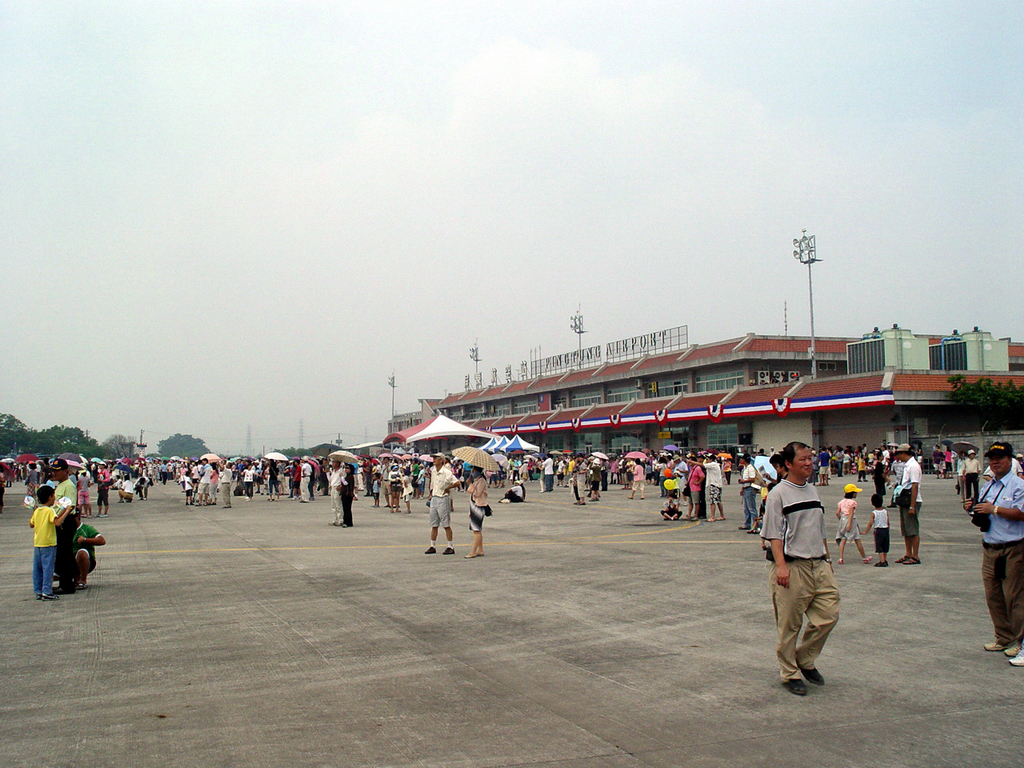
屏東機場
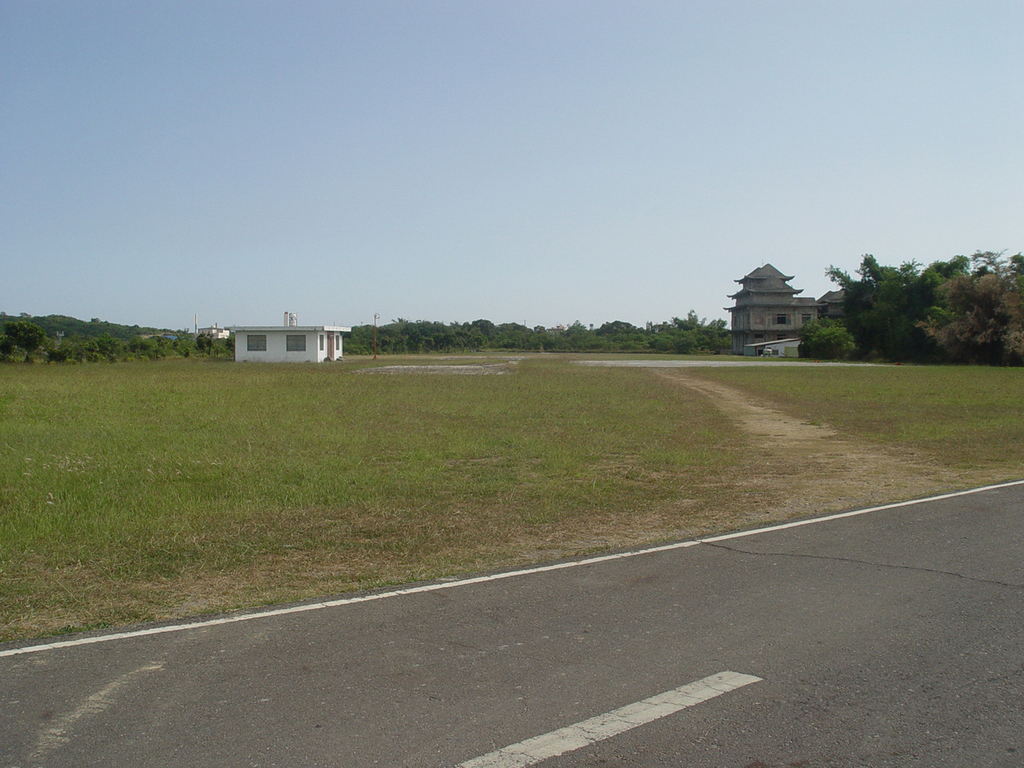
小琉球機場僅供直昇機起降
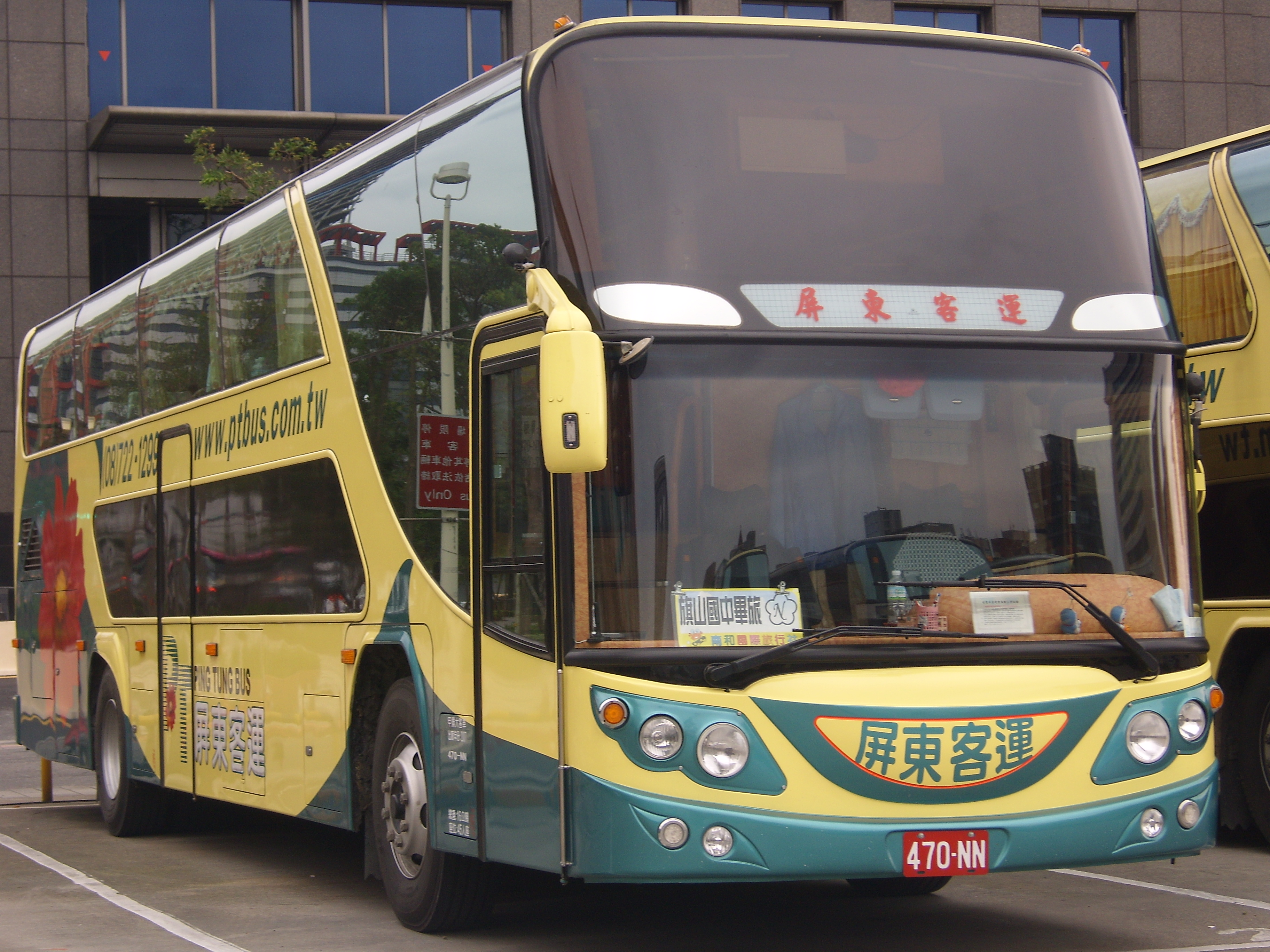
屏東客運新四期環保遊覽車
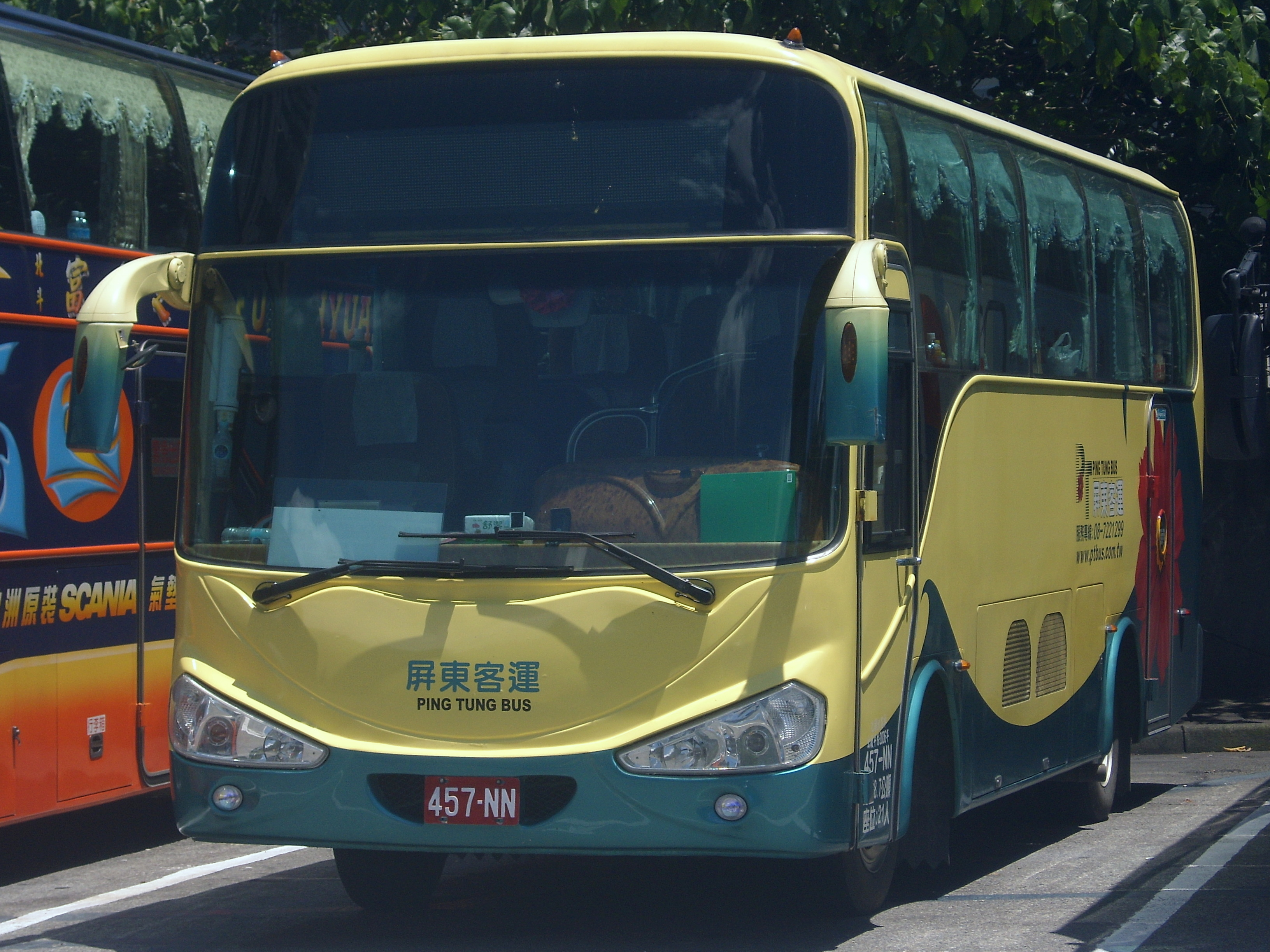
屏東客運的Isuzu NQR中型巴士

### 航空
- 高雄國際機場 網站
  - 南台灣最大的國際轉運中心，也是屏東現行最主要的聯外機場，以服務屏東幾個市區及墾丁、大鵬灣等觀光景點為主力，並有高雄捷運紅線作為聯外軌道運輸，此路線亦有規劃林園延伸線及東港延伸線連結縣內數個地區。
- 恆春機場 網站
  - 恆春機場，正式名稱恆春航空站，或以地名俗稱五里亭機場，為位於台灣屏東縣恆春鎮之機場，以飛行國內航線為主。因為落山風問題常常停飛。
- 屏東機場
  - 屏東機場，正式名稱屏東航空站，或稱屏北機場，位於台灣屏東縣屏東市，民用部分是屏東航空站，軍用部分為空軍屏東基地，為一軍民合用之機場。因與高雄國際機場過近而生意不佳。已於2011年8月廢除。
- 小琉球機場
  - 小琉球機場，正式名稱小琉球航空站，位於屏東縣琉球鄉，現已廢止。僅留數個直升機停機坪、風向球及一棟廢棄的航站。

### 客運
- 國光客運 網站 （页面存档备份，存于）

| 站名       | 地址                   | 電話       |
| ---------- | ---------------------- | ---------- |
| 屏東轉運站 | 屏東縣屏東市光復路45號 | 08-7338574 |
| 麟洛站     | 屏東縣麟洛鄉中山路25號 | 08-7228899 |
| 枋寮站     | 屏東縣枋寮鄉中興路7號  | 08-8782027 |

- 統聯客運 網站 （页面存档备份，存于）

| 站名       | 地址                   | 電話       |
| ---------- | ---------------------- | ---------- |
| 屏東轉運站 | 屏東縣屏東市光復路45號 | 08-7325809 |

- 屏東客運 網站

| 站名       | 地址                       | 電話       |
| ---------- | -------------------------- | ---------- |
| 屏東轉運站 | 屏東縣屏東市光復路45號     | 08-7324103 |
| 高樹站     | 屏東縣高樹鄉興中路352號    | 08-7962589 |
| 里港站     | 屏東縣里港鄉中山路17號     | 08-7752144 |
| 水門站     | 屏東縣內埔鄉中山路181號    | 08-7992265 |
| 東港站     | 屏東縣東港鎮中山路3號      | 08-8322385 |
| 潮州站     | 屏東縣潮州鎮中山路178之2號 | 08-7882206 |
| 恆春站     | 屏東縣恆春鎮中正路30號     | 08-8891464 |

- 另外還有行駛於高屏沿海的高雄-墾丁線客運，由屏東客運、高雄客運、國光客運三家客運公司聯合經營。

### 交通船
- 東琉線交通船
  - 往返屏東縣東港鎮、琉球鄉的交通船航線，目前分別為公營、民營的交通船公司負責此航線，東港、琉球鄉民稱公營交通船為「公船」，民營則因為有五家民間公司聯合經營稱為「聯營」。另有兩家民間公司「泰富」及「藍白」營運。

### 捷運
- 林園東港線(規劃中)

## 旅遊與休閒

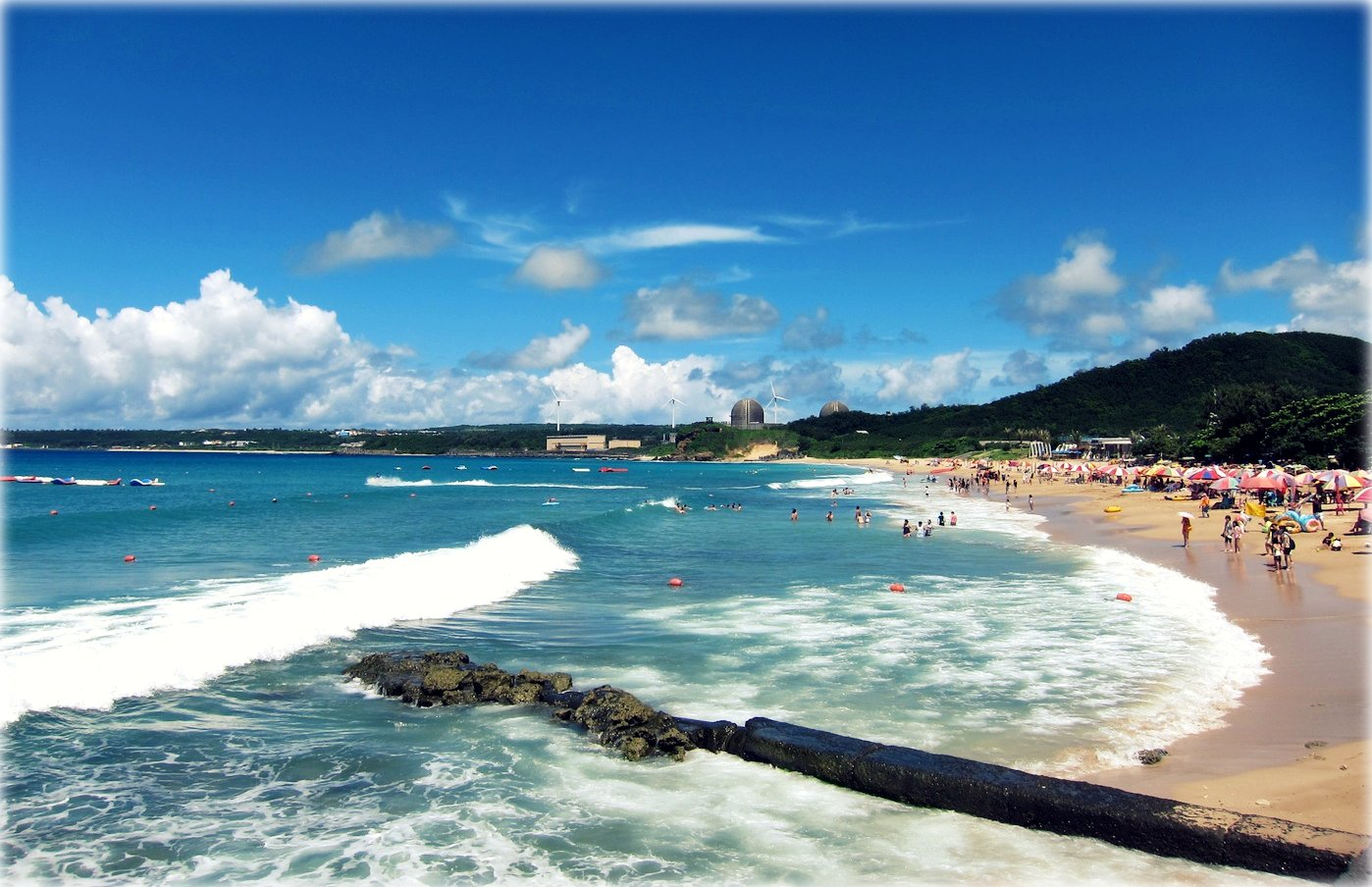
墾丁南灣海沙埔風光
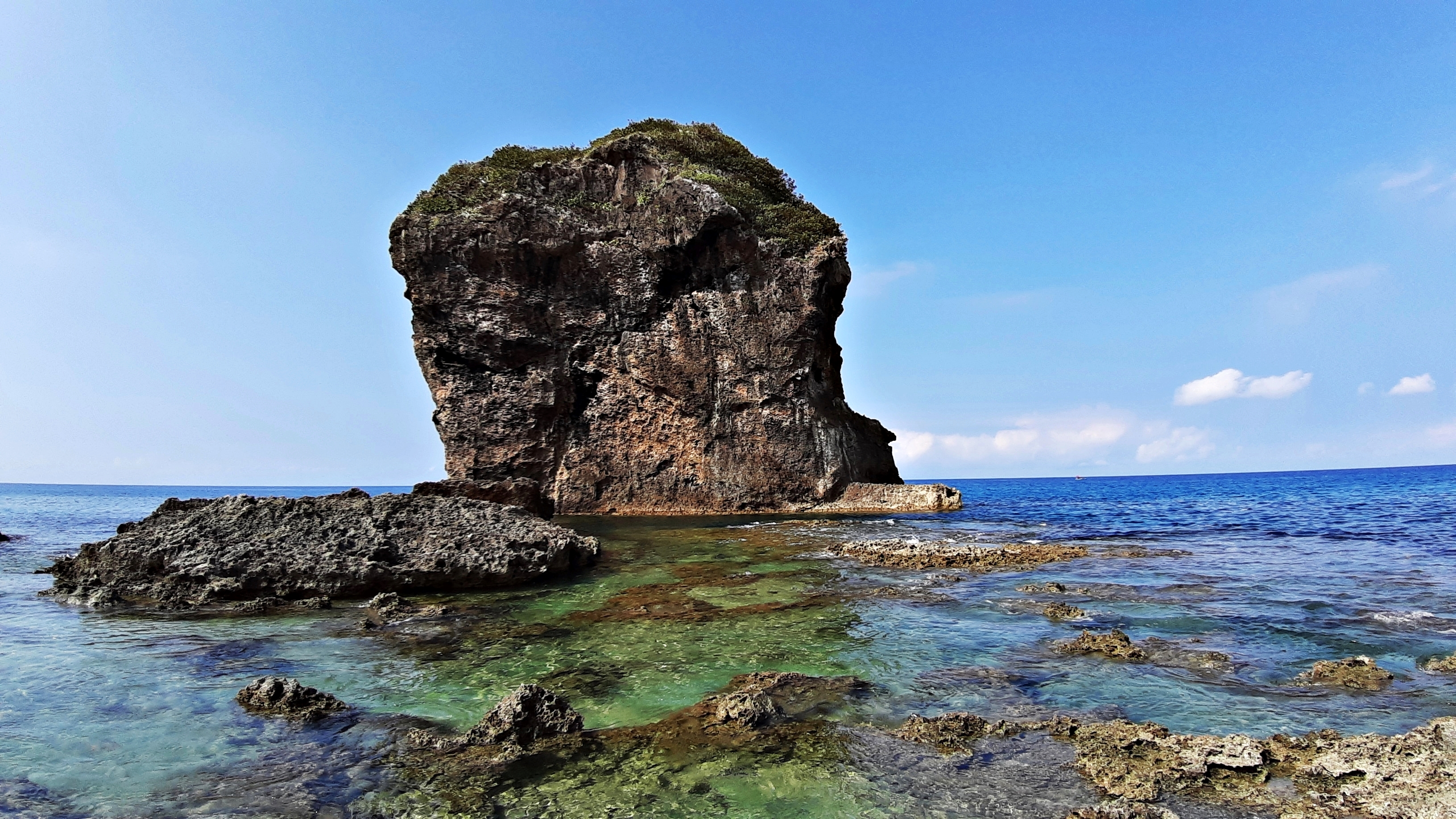
墾丁船帆石風光景色
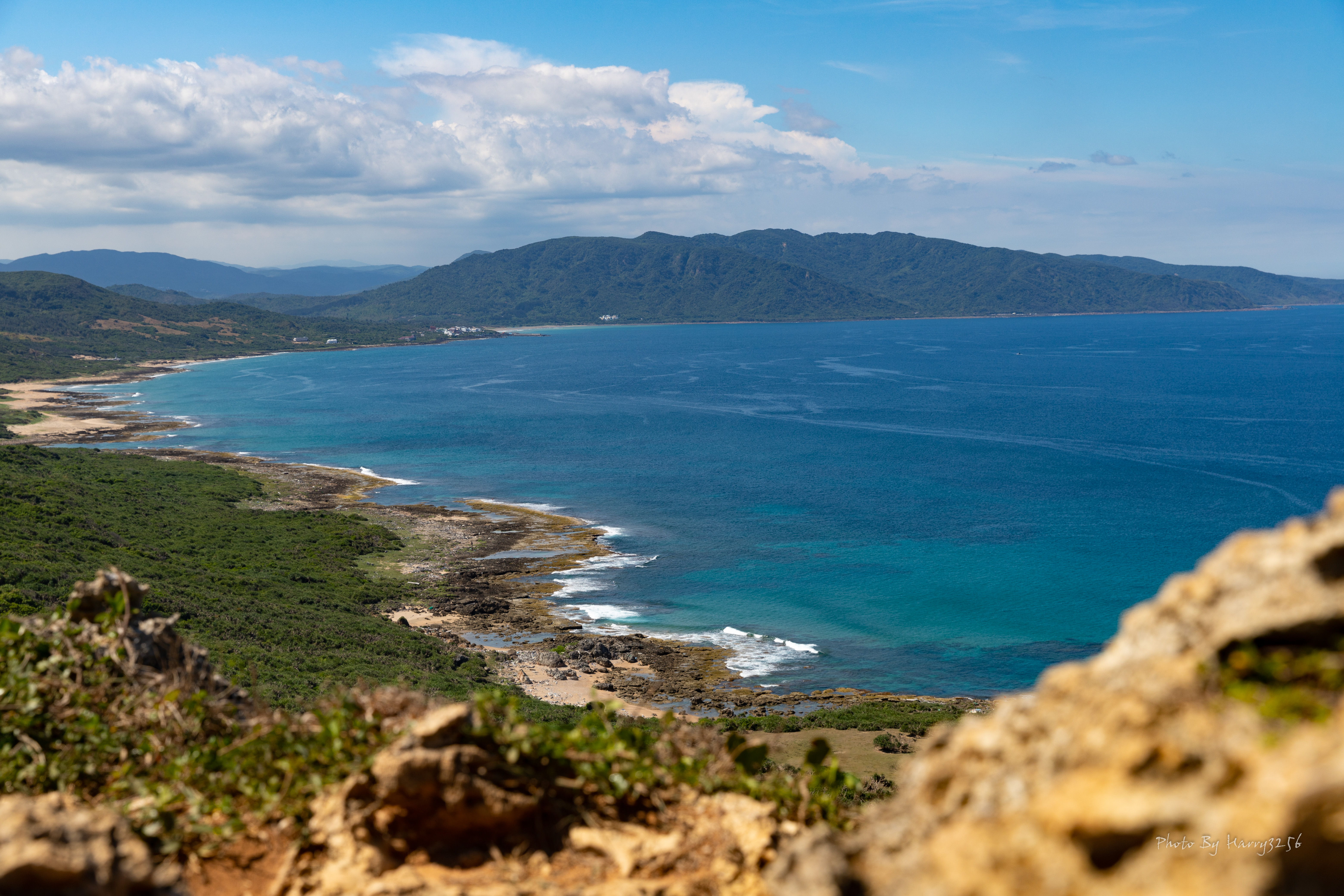
龍磐公園之海天一色的美景
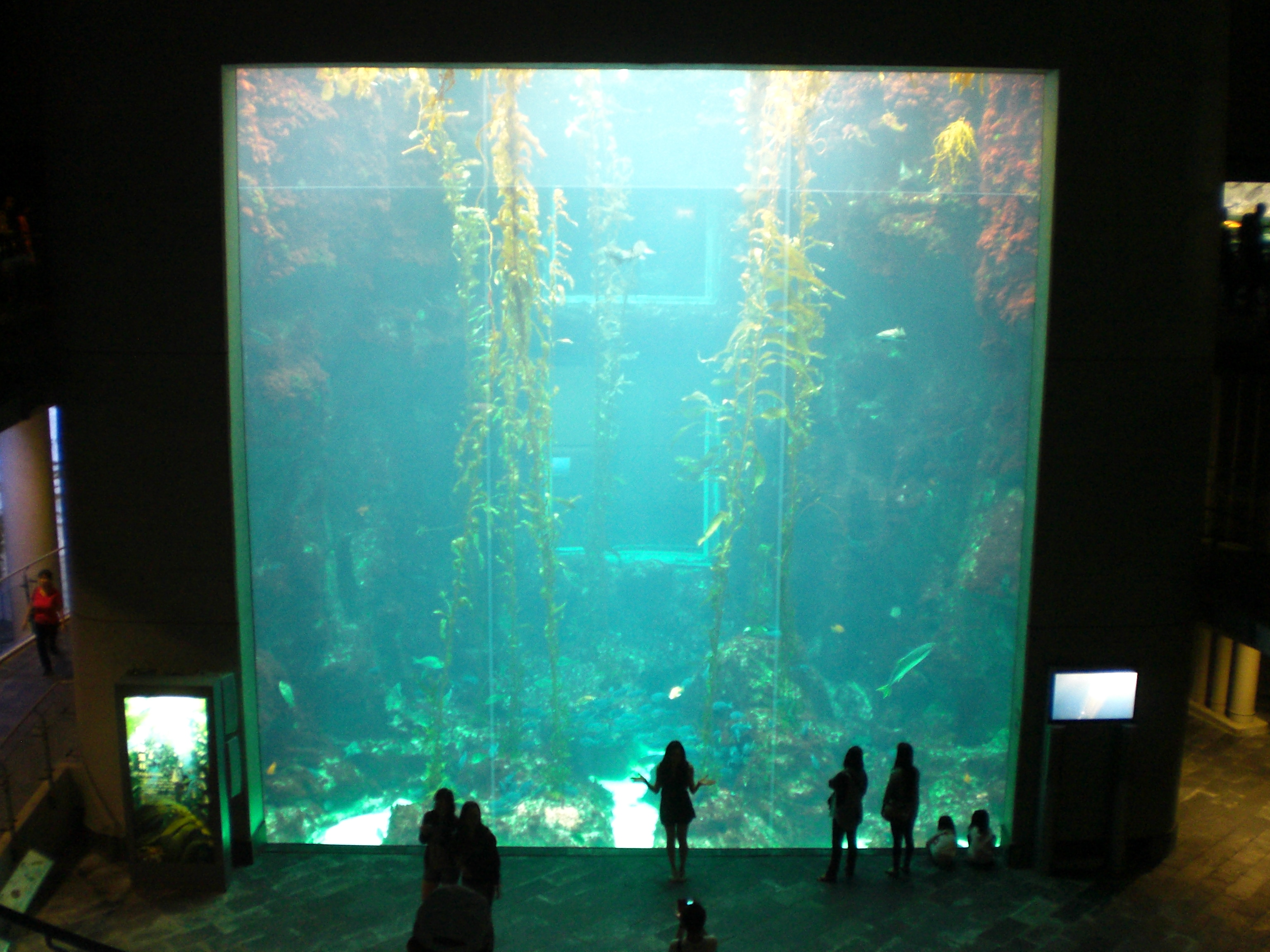
國立海洋生物博物館
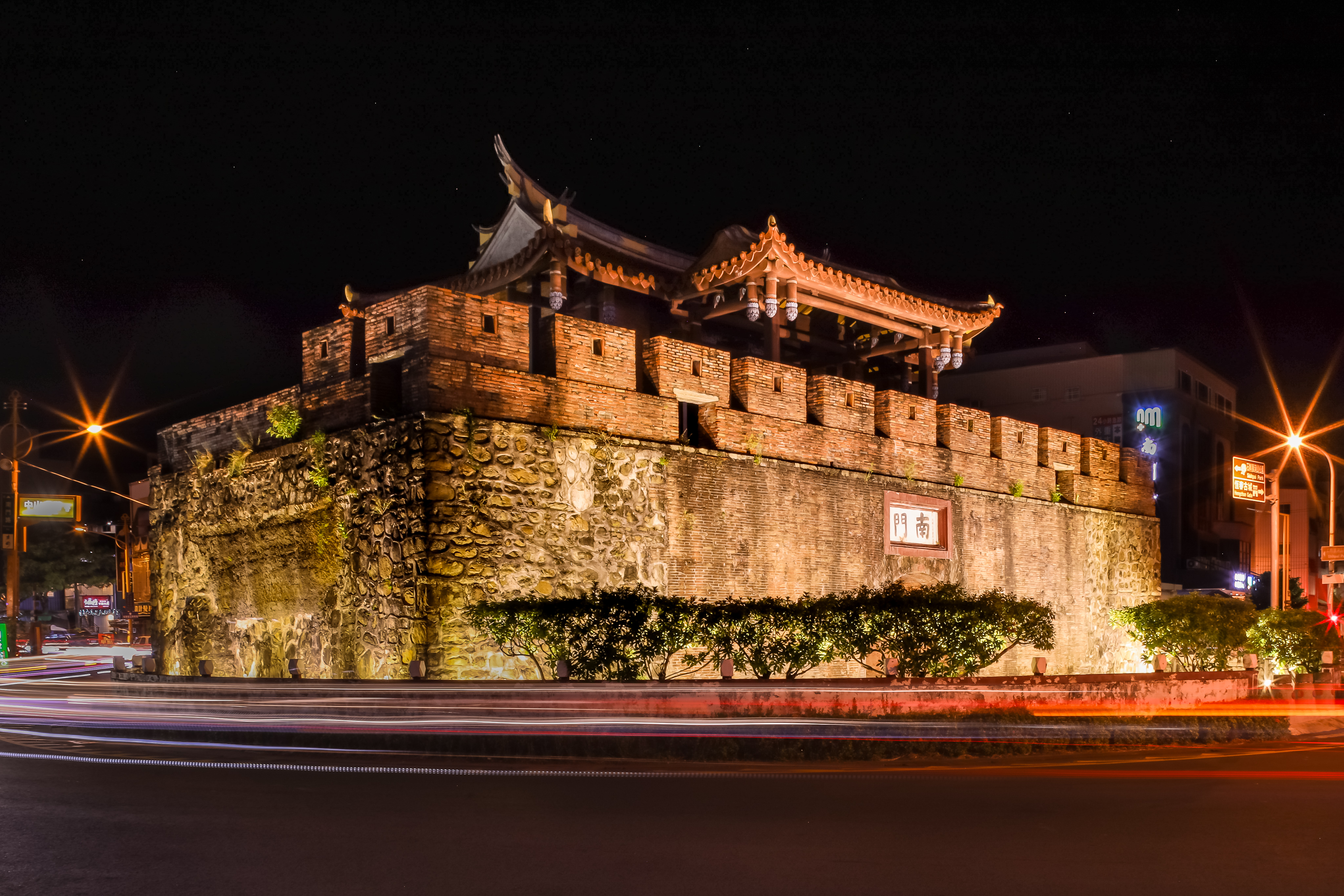
恆春古城
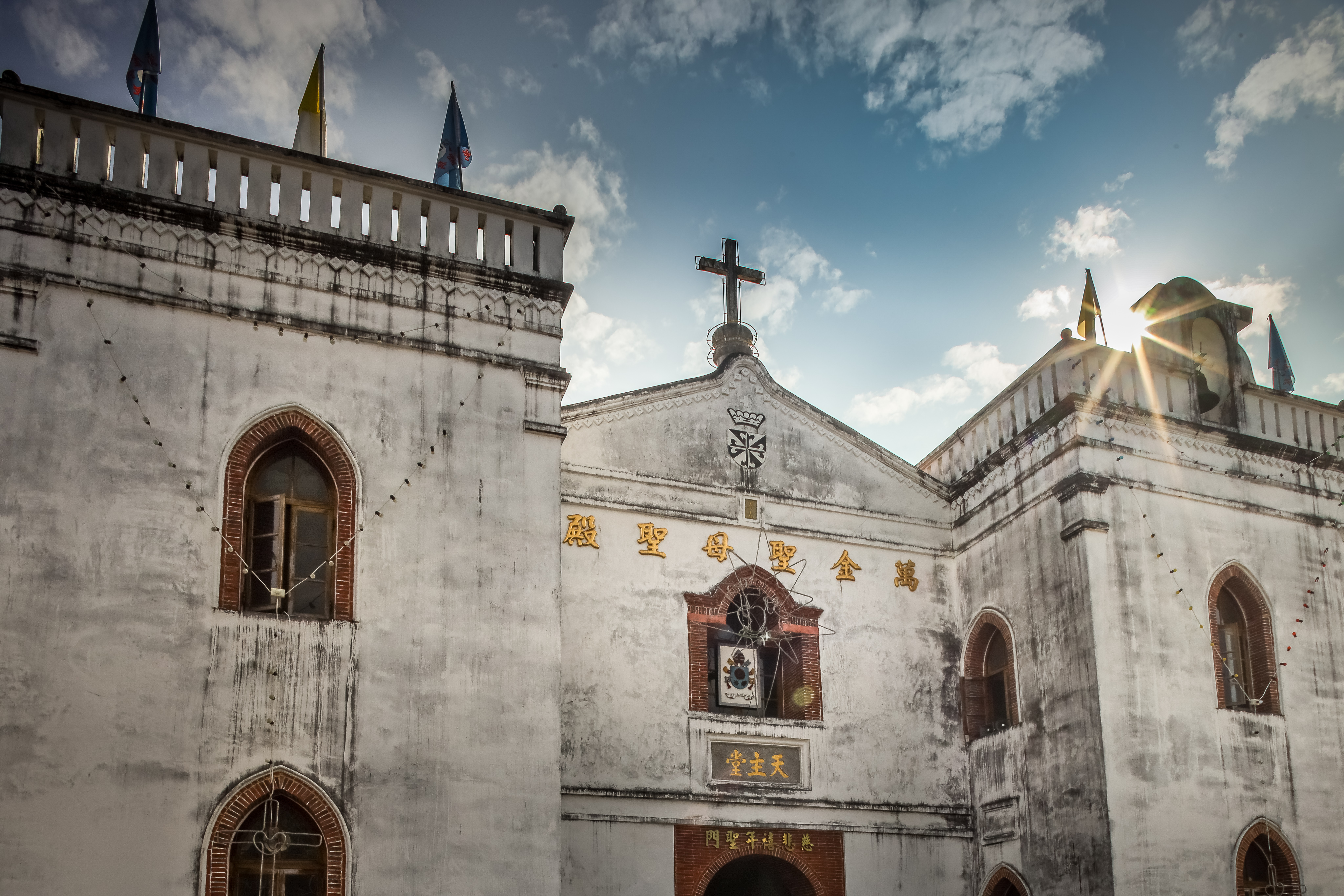
萬金天主教堂

### 博物館
位在屏東縣境內，中華民國博物館學會列入《台灣博物館名錄》的博物館有：
- 屏東市：台灣排灣族雕刻館、屏東佛光緣美術館、鄉土藝術館
- 霧台鄉：魯凱族文物館
- 瑪家鄉：台灣原住民文化園區、撒卡勒文物陳列館
- 三地門鄉：北排灣族文物藝術館
- 竹田鄉：屏東縣客家文物館
- 內埔鄉：劉活山地石板屋民俗文物館、農業機具陳列館
- 車城鄉：國立海洋生物博物館、洋蔥產業文化館
- 牡丹鄉：恆春半島原住民手工藝館
- 恆春鎮：砂島貝殼展示館、屏東縣自然史教育館、墾丁國家公園瓊麻工業歷史展示館、墾丁國家公園自然資源展示館
- 來義鄉：屏東縣來義鄉原住民文物館

### 藝文與育樂
- 屏東市立美術館[47]
- 屏東藝術館 （页面存档备份，存于）
- 屏東演藝廳[48]
- 屏東青少年中心[49]
- 屏東縣青年學院[50]
- 屏東縣青創聚落[51]
- 枋寮藝術村
- 屏東縣政府恆春民謠館[52]
- 屏東市國民運動中心[53]

### 屏北地區
（定義：里港鄉、高樹鄉、三地門鄉、霧台鄉、九如鄉、鹽埔鄉、長治鄉、內埔鄉、瑪家鄉、屏東市、麟洛鄉）
- 茂林國家風景區
- 北大武山
- 山川琉璃吊橋
- 涼山瀑布
- 大津瀑布
- 勝利星村創意生活園區
- 屏菸1936文化基地
- 屏東縣民公園
- 屏東市民族路觀光夜市
- 霧台風景區
- 地磨兒藝術園區公園
- 台灣原住民文化園區
- 屏東賽嘉滑翔飛行場
- 六堆客家文化園區
- 大路觀主題樂園
- 太古拉筏斯瀑布群 （页面存档备份，存于）

### 屏南地區
（定義：萬丹鄉、潮州鎮、萬巒鄉、泰武鄉、竹田鄉、新園鄉、崁頂鄉、新埤鄉、東港鎮、林邊鄉、佳冬鄉、南州鄉、枋寮鄉、來義鄉、春日鄉、琉球鄉）
- 大鵬灣國家風景區
- 小琉球
- 潮州鎮八大森林樂園
- 潮州鐵道園區
- 林後四林平地森林園區
- 南大武山
- 鯉魚山及泥火山
- 南州糖廠
- 竹田車站
- 萬金聖母聖殿
- 萬巒吊橋
- 屏東可可園區
- 華僑市場
- 枋寮藝術村
- 林邊光采濕地
- 佳冬蕭家祖屋
- 佳冬西柵門
- 新埤褒忠門
- 楊氏宗祠
- 來義丹林吊橋
- 春日浸水營古道

### 恆春半島
（定義：枋山鄉、獅子鄉、車城鄉、牡丹鄉、恆春鎮、滿州鄉）
- 墾丁國家公園
- 墾丁國家森林遊樂區
- 貓鼻頭
- 雙流國家森林遊樂區
- 四重溪溫泉
- 福安宮
- 牡丹水庫
- 恆春古城
- 南仁湖
- 南仁山
- 八瑤灣
- 龍鑾潭
- 出火
- 萬里桐
- 關山
- 佳樂水風景區
- 國立海洋生物博物館
- 瓊麻工業歷史展示區
- 砂島貝殼砂展示館
- 南灣
- 龍磐公園
- 社頂自然公園
- 鵝鑾鼻燈塔
- 石門古戰場
- 港口吊橋
- 海角七號茂伯居地
- 海口沙漠
- 九棚沙漠
- 枋山遊憩區

## 名特產
- 排灣琉璃珠(排灣族)
- 陶壺(排灣族)
- 金鑽鳳梨(內埔、高樹)
- 蓬萊米(潮州)
- 台灣藜(霧台、三地門)
- 愛文芒果(枋山、獅子)
- 牛蒡(屏東市)
- 苦瓜(九如、萬丹、南州)
- 小黃瓜(里港)
- 檸檬(九如、里港、麟洛)
- 檳榔咖啡(主要位於萬巒及內埔，特質為咖啡與檳榔共享同一片土地)
- 香蕉(里港、高樹)
- 蓮霧(南州、林邊)
- 蜜棗(九如、鹽埔、高樹)
- 木瓜(新埤)
- 火龍果(恆春半島、內埔)
- 文心蘭(竹田)
- 白玫瑰(九如、鹽埔)
- 紅豆(萬丹、新園)
- 洋蔥(恆春半島)
- 椰子(林邊、佳冬、長治)
- 萬巒豬腳(萬巒)
- 黑鮪魚(東港)
- 油魚子(東港、琉球)
- 櫻花蝦(東港、琉球)
- 石斑魚(佳冬、枋寮)
- 潮州冷熱冰(潮州)
- 可可(內埔、萬巒)
- 麻油（崁頂）

## 重要設施
- 第三核能發電廠：建於1978年，位於屏東縣恆春鎮，簡稱核三，又稱馬鞍山發電廠（鄰近馬鞍山），由台灣電力公司所經營。唯一位於台灣南部的核能發電廠。反應爐型式為壓水式反應爐，是台灣唯一使用此型式核能反應爐的發電廠。

## 城市遠景
- 台鐵東港支線
- 台鐵恆春支線
- 高屏第二東西向快速公路
- 屏南快速公路
- 高鐵延伸屏東
- 高雄捷運延伸屏東
- 南迴鐵路電氣化

## 國際交流
屏東縣目前在世界各地共締結了五個省、郡、市，美國3個郡，萬那杜共和國1個省，馬紹爾群島1個市。
+屏東縣姊妹省郡
| 洲別   | 國家       | 州/省      | 郡/縣/市 | 締約時間       |
| ------ | ---------- | ---------- | -------- | -------------- |
| 北美洲 | 美国       | 夏威夷州   | 茂宜郡   | 1983年12月12日 |
| 北美洲 | 美国       | 科羅拉多州 | 傑佛遜郡 | 1989年11月1日  |
| 北美洲 | 美国       | 德州       | 福遍郡   | 2015年4月23日  |
| 大洋洲 |            | 三麻省     | 不適用   | 1995年4月13日  |
| 大洋洲 | 马绍尔群岛 | 不適用     | 米利環礁 | 2019年7月18日  |

## 參看
- 屏東平原
- 恆春半島
- 大鵬灣
- 羅發號事件
- 排灣族
- 魯凱族
- 馬卡道族
- 臺灣潮州人
- 重北輕南

## 外部連結
- 维基共享资源上的相關多媒體資源：屏東縣
- 屏東縣政府
- 屏東觀光旅遊網 （页面存档备份，存于）
- OpenStreetMap上有關屏東縣的地理